# Gótico flamejante

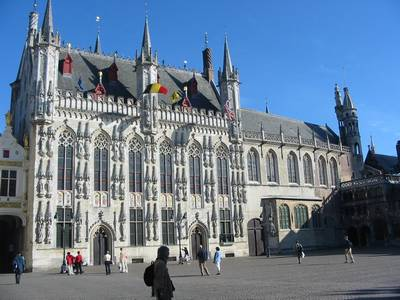
Edifício municipal de Bruges, Bélgica.

Gótico flamejante ou estilo flamboyant é a fase final da arquitetura gótica, nomeadamente francesa, assim chamada porque seu aspecto mais característico são os ornamentos florais que lembram a forma de flamas (do francês flamboyant, 'flamejante'). O estilo originou-se por volta de 1370, e praticamente tomou conta da França até meados do século XV, cedendo aos poucos espaço ao estilo renascentista, no início do século XVI. Derivações do gótico flamejante, às vezes incluídas na mesma nomenclatura, incluem o Sondergotik do sul da Alemanha e o estilo Manuelino em Portugal.
Tracejamentos de pedra elaborados cobriam tanto o exterior quanto o interior. As janelas eram decoradas com uma curva característica em forma de S. O espaço da parede de alvenaria foi reduzido ainda mais à medida que as janelas ficavam ainda maiores. Os principais exemplos incluem a torre norte da Catedral de Chartres, a Abadia da Trindade, Vendôme e a Catedral de Burgos e a Catedral de Segóvia na Espanha. Foi gradualmente substituída pela arquitetura renascentista no século XVI.

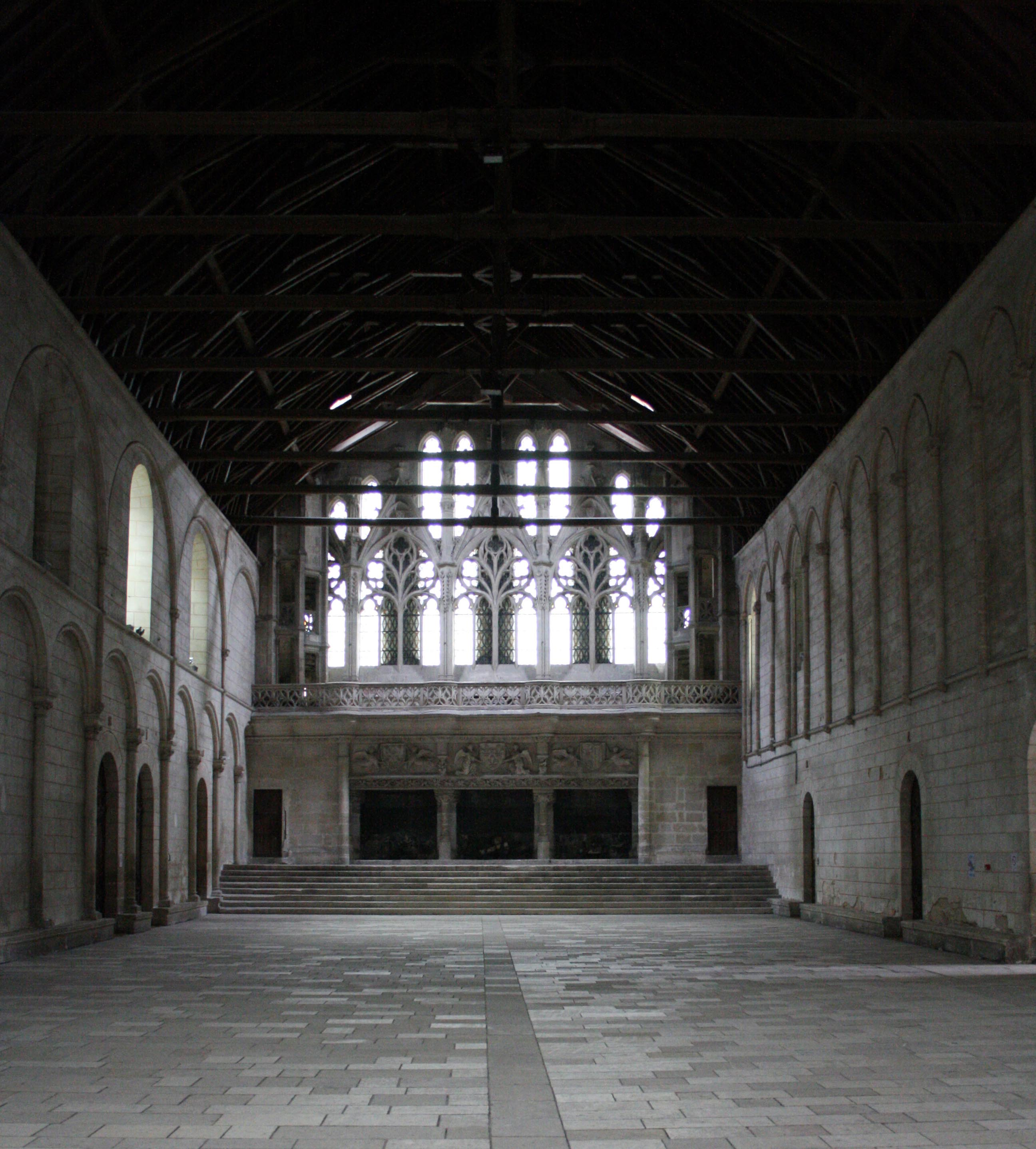
Rendilhado extravagante com aberturas, lareira e chaminé, Salle des pas perdus, Palácio de Poitiers (c. 1390)
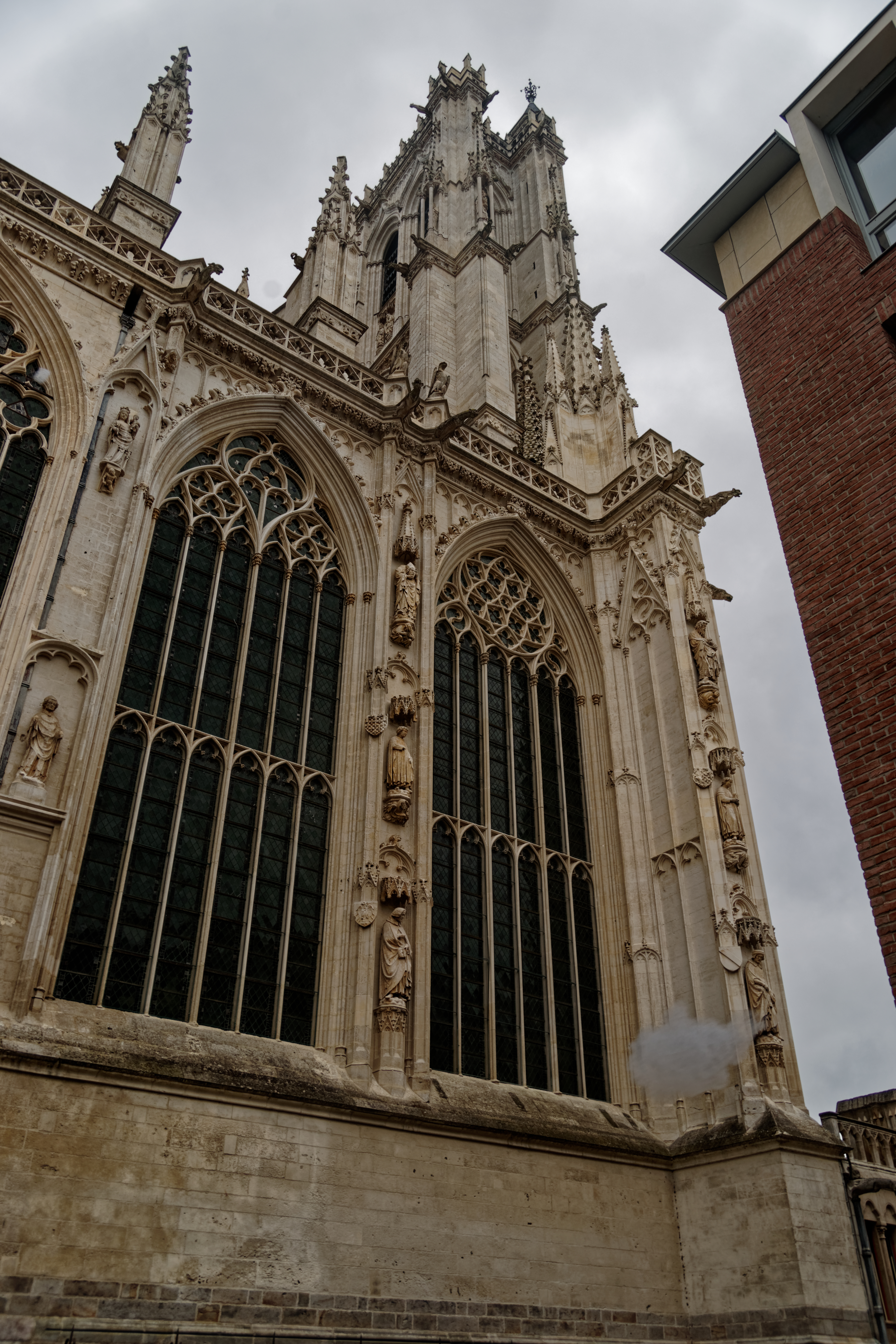
Capelas encomendadas por Jean de la Grange, canto noroeste, Catedral de Amiens (c. 1375). Observe o uso de mouchettes e soufflets curvilíneos no topo das janelas.
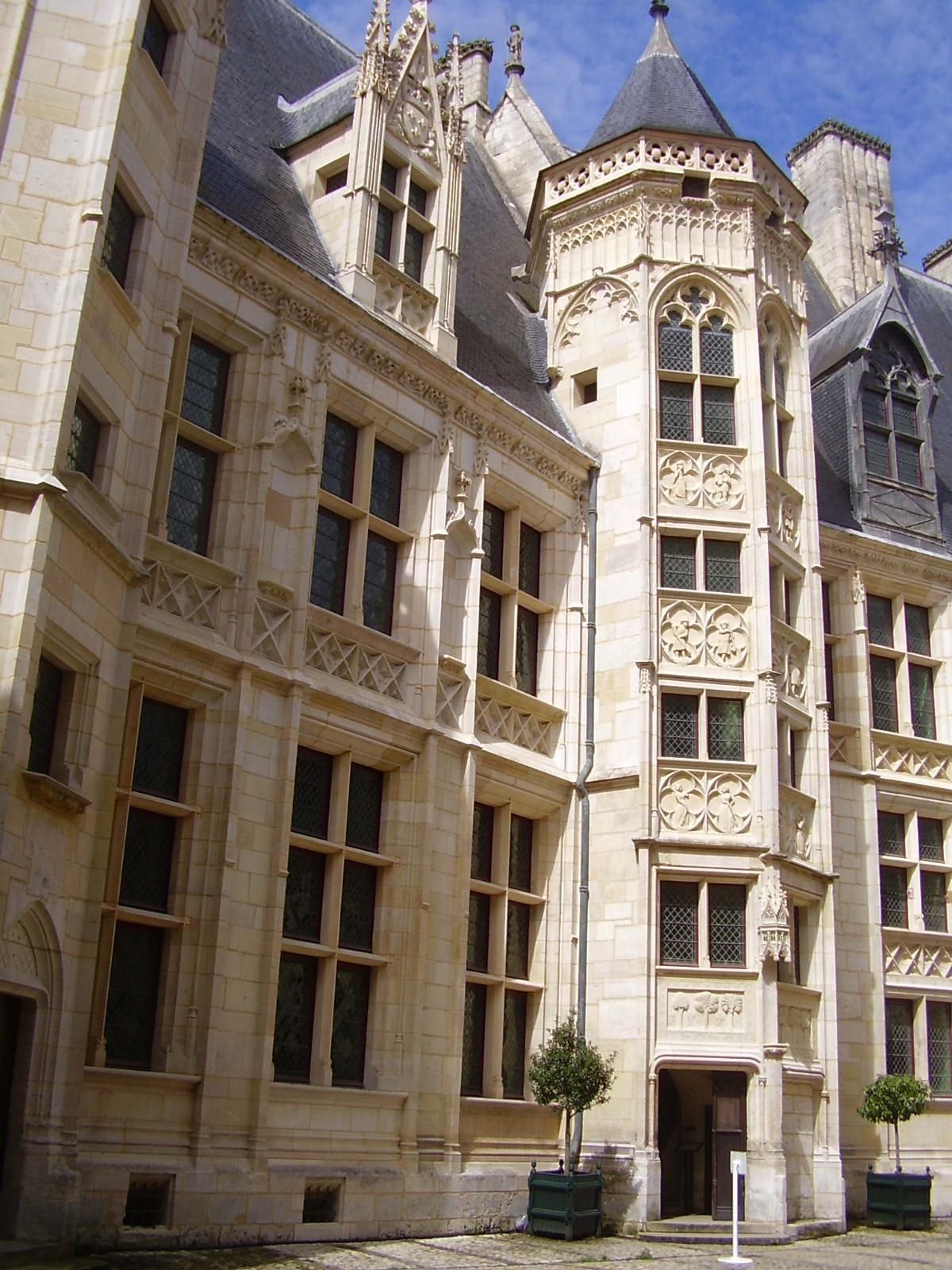
Palácio Jacques Coeur, Bourges (1444–1451)
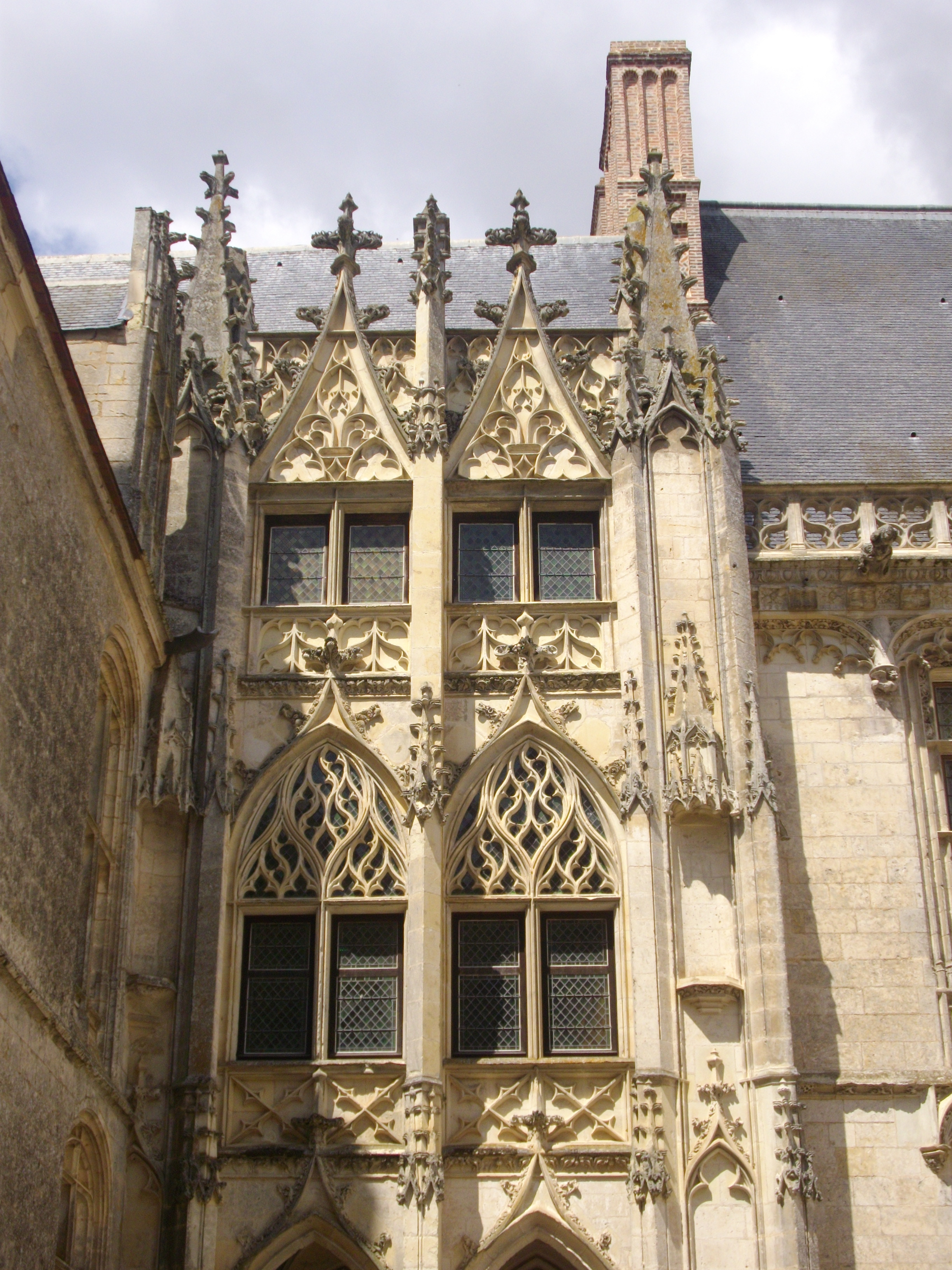
A escadaria Dunois, Château de Châteaudun (1459-1468)
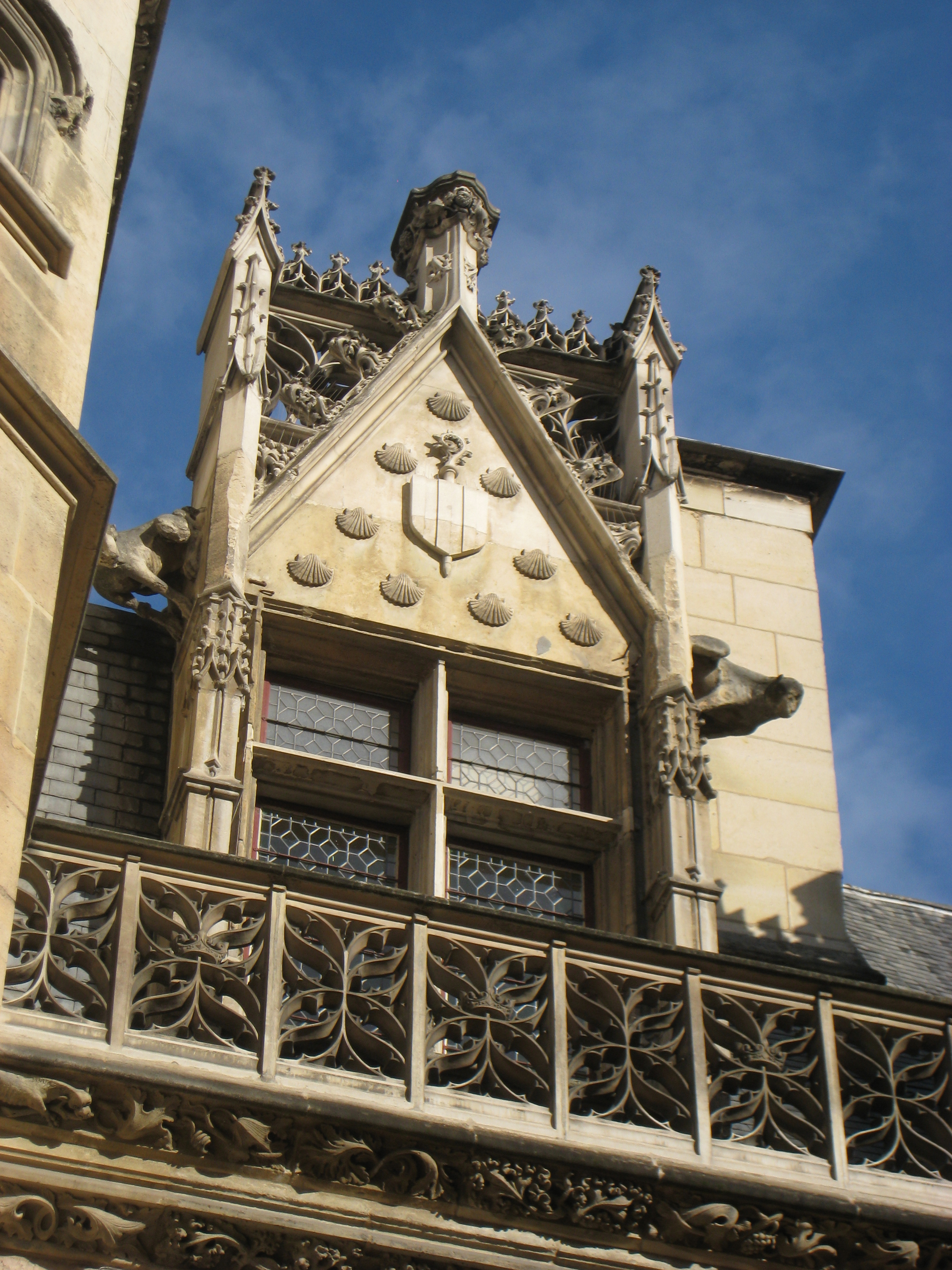
Janela de frontão do Hotel de Cluny, Paris (século XV)
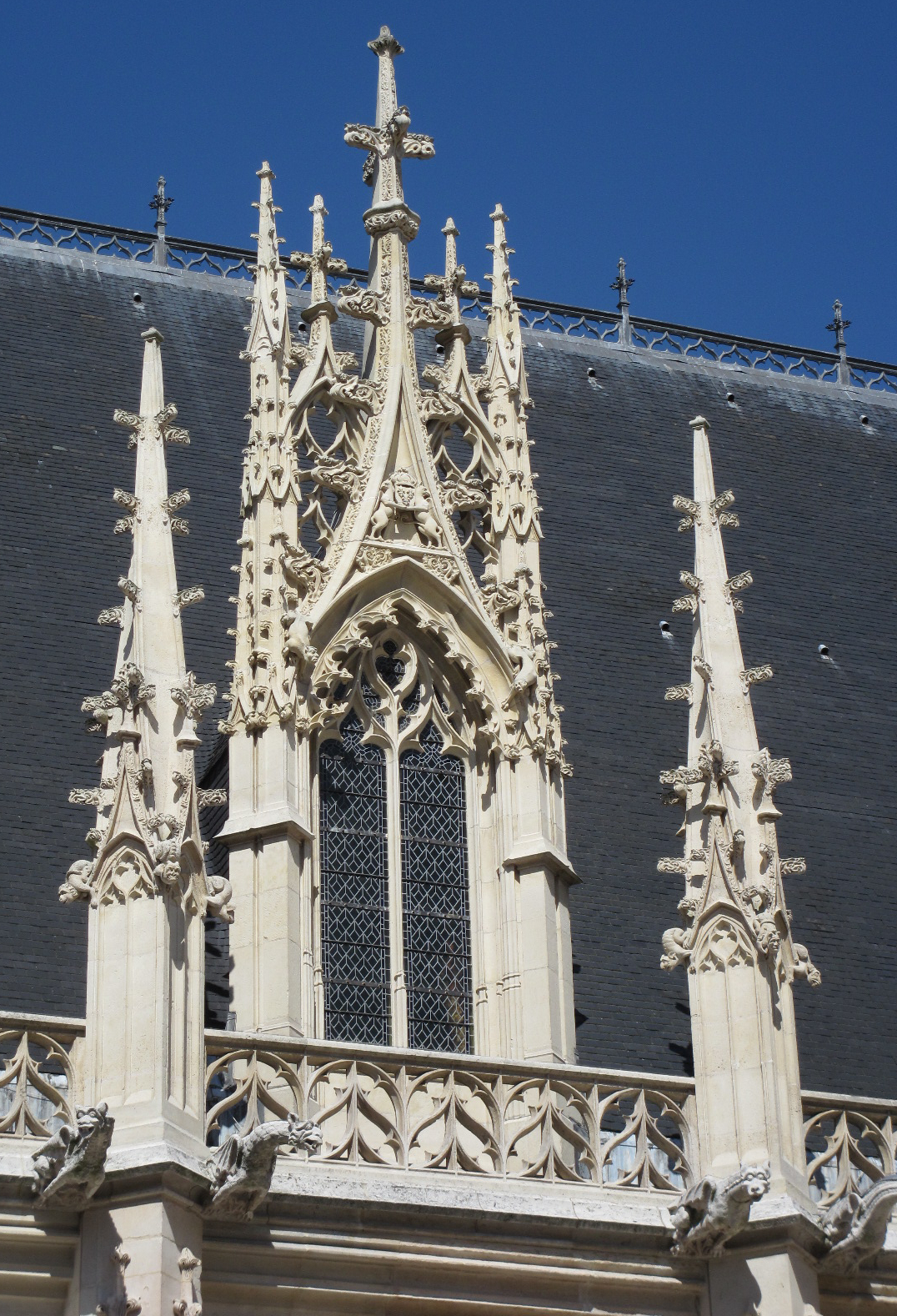
Lucarne, fachada oeste do antigo Parlamento da Normandia, agora o Palácio da Justiça, Rouen (1499–1507)

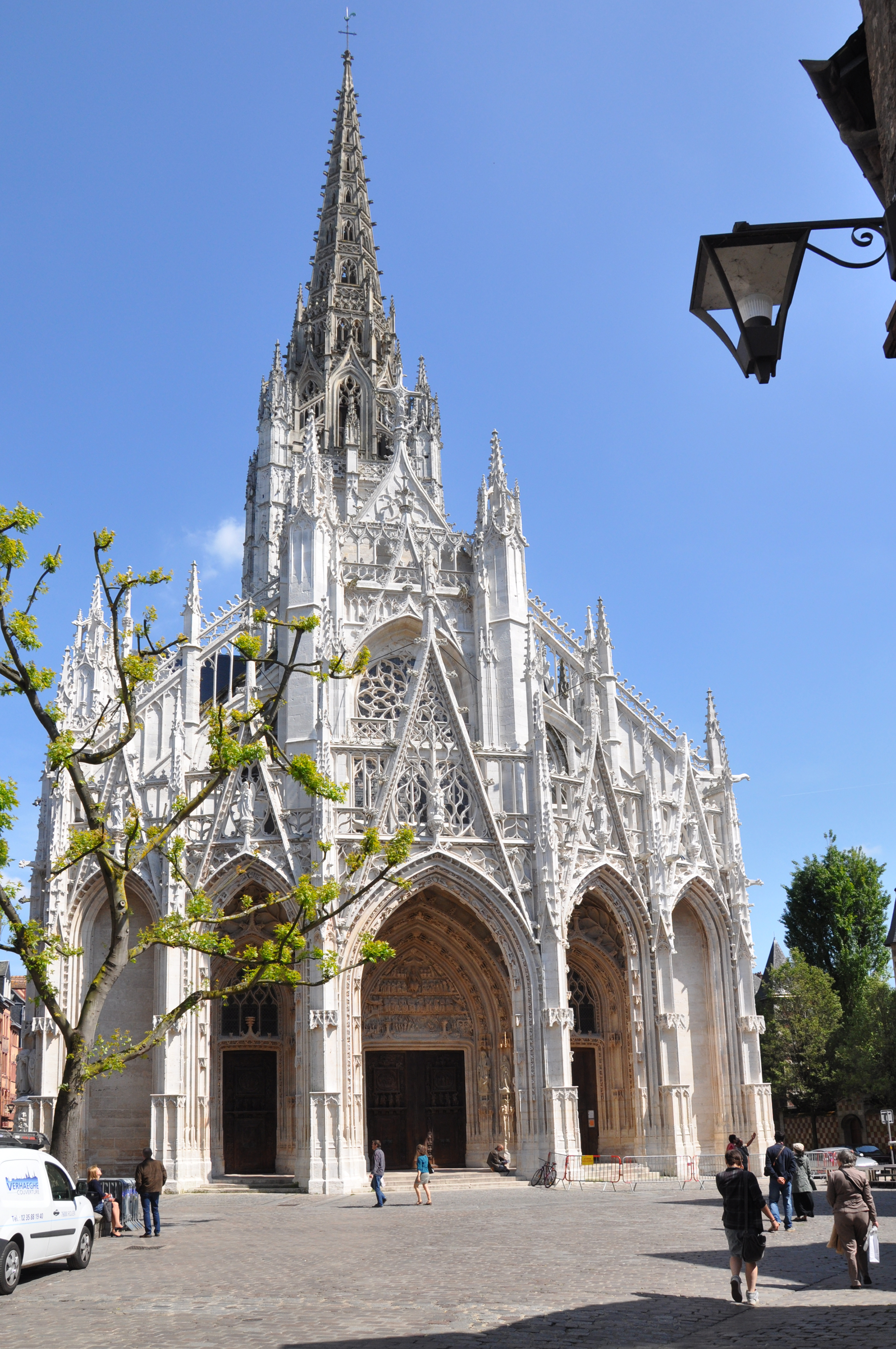
Pórtico oeste da Igreja de Saint-Maclou, Rouen, (1434–1521)

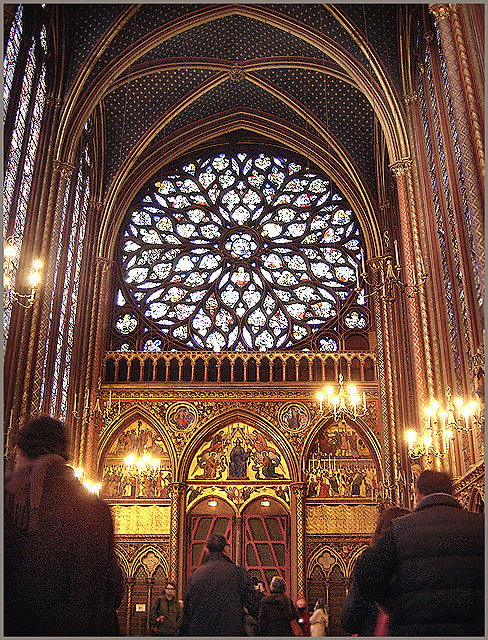
Rosácea oeste da Sainte-Chapelle, Paris (1485-1498)
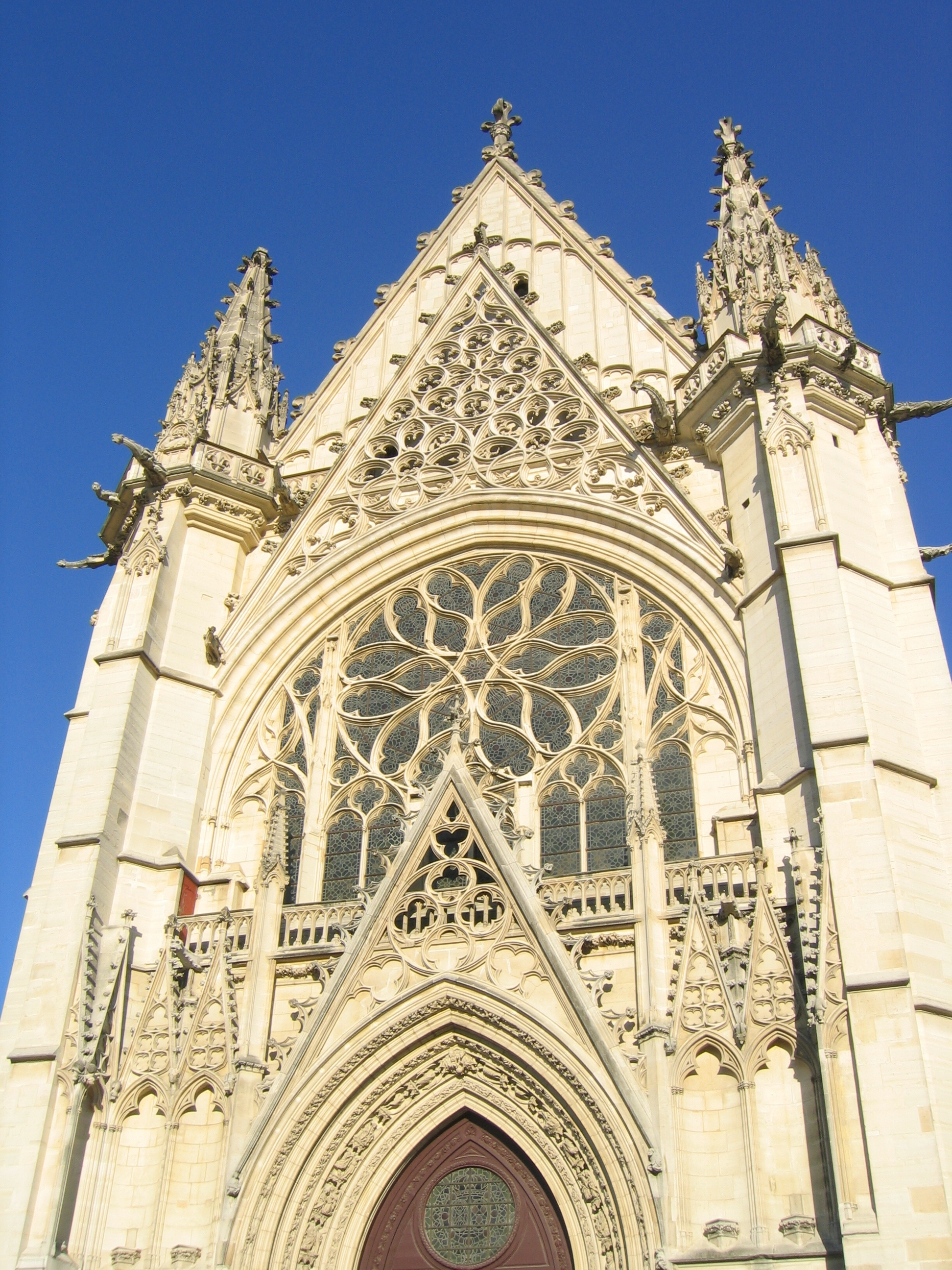
Fachada de Sainte-Chapelle de Vincennes (concluída em 1559)
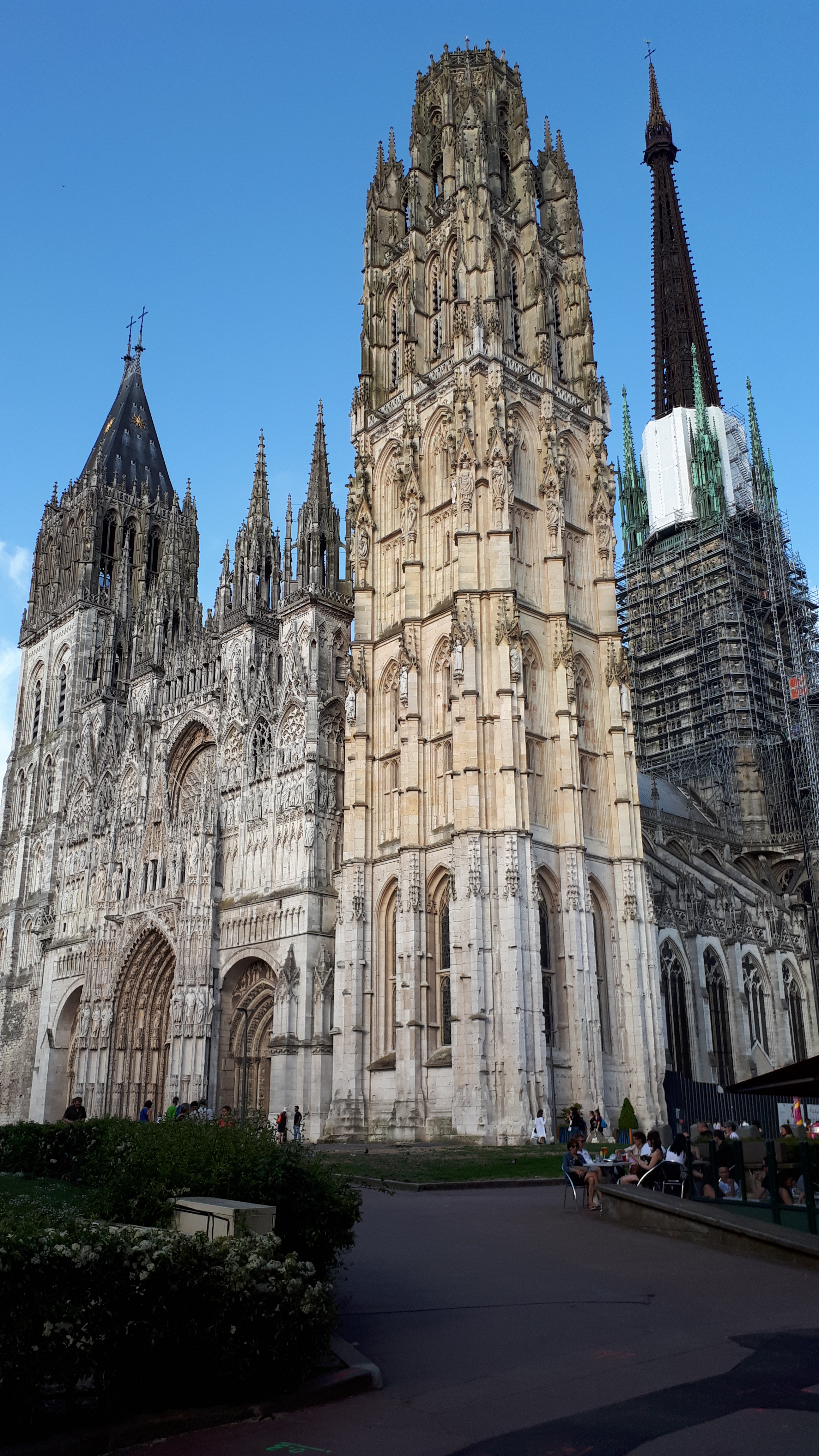
A Torre de Manteiga da Catedral de Rouen (1485–1507)
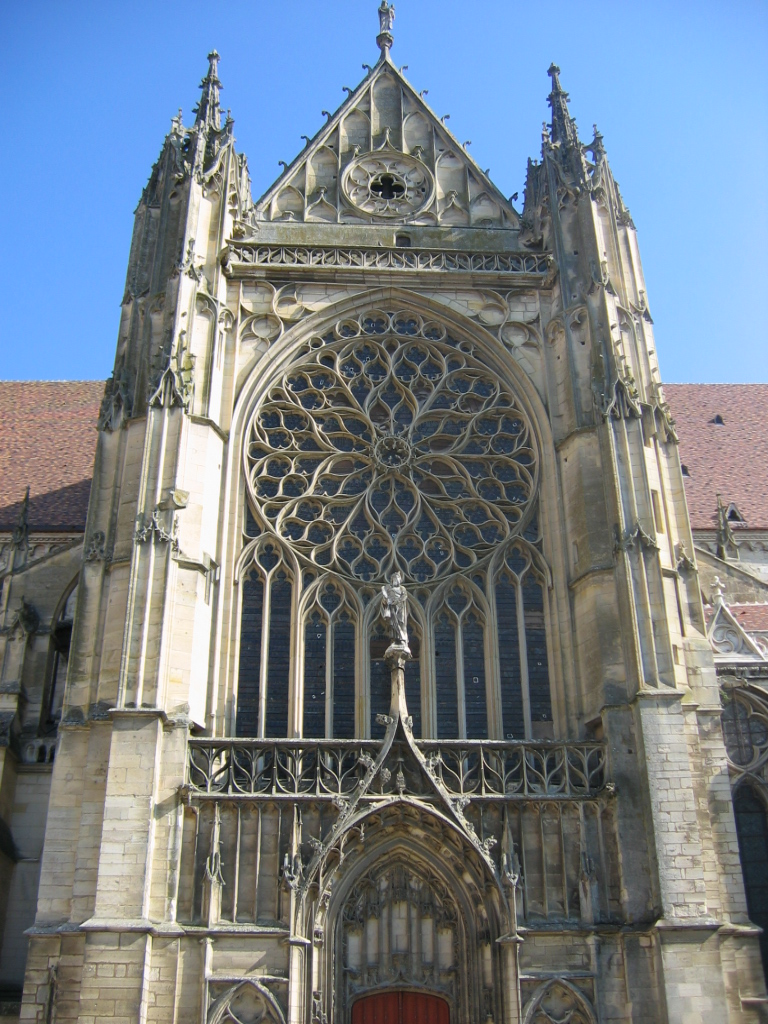
Rosácea e fachada do transepto sul, Catedral de Sens (1490–1518)
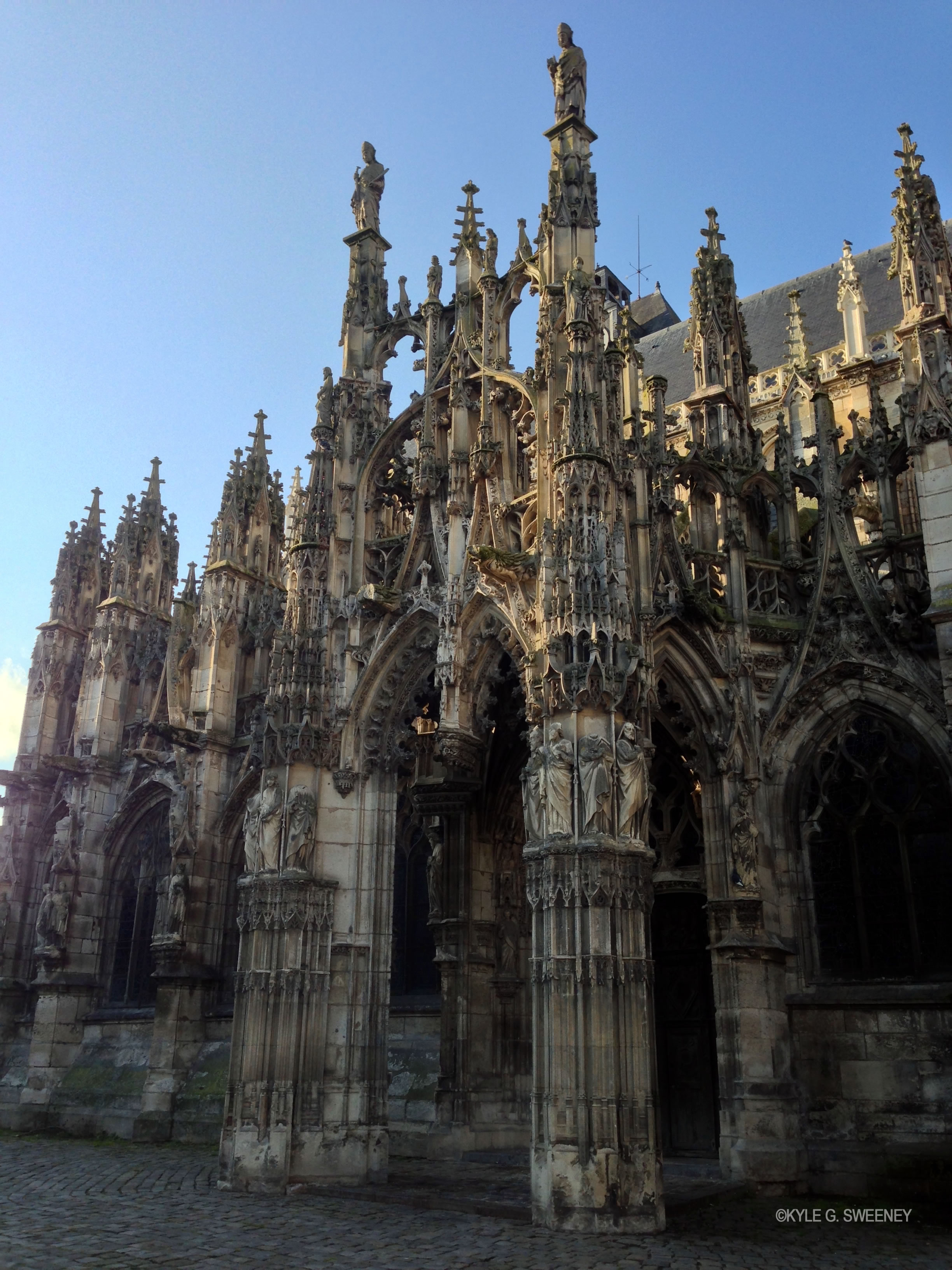
Pórtico sul de Notre-Dame de Louviers (1506-1510)
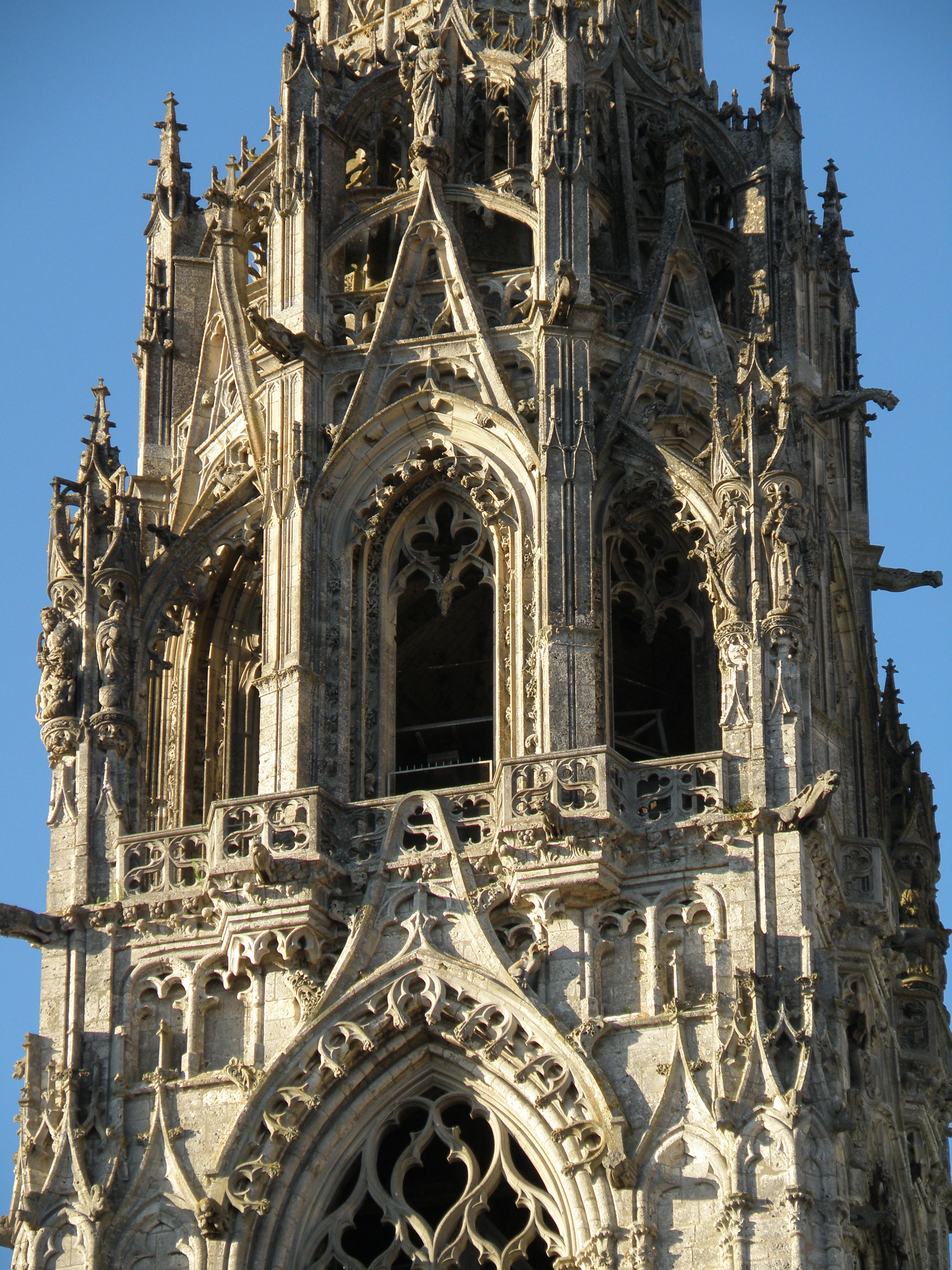
Detalhe da Torre Norte da Catedral de Chartres (1507–1513)
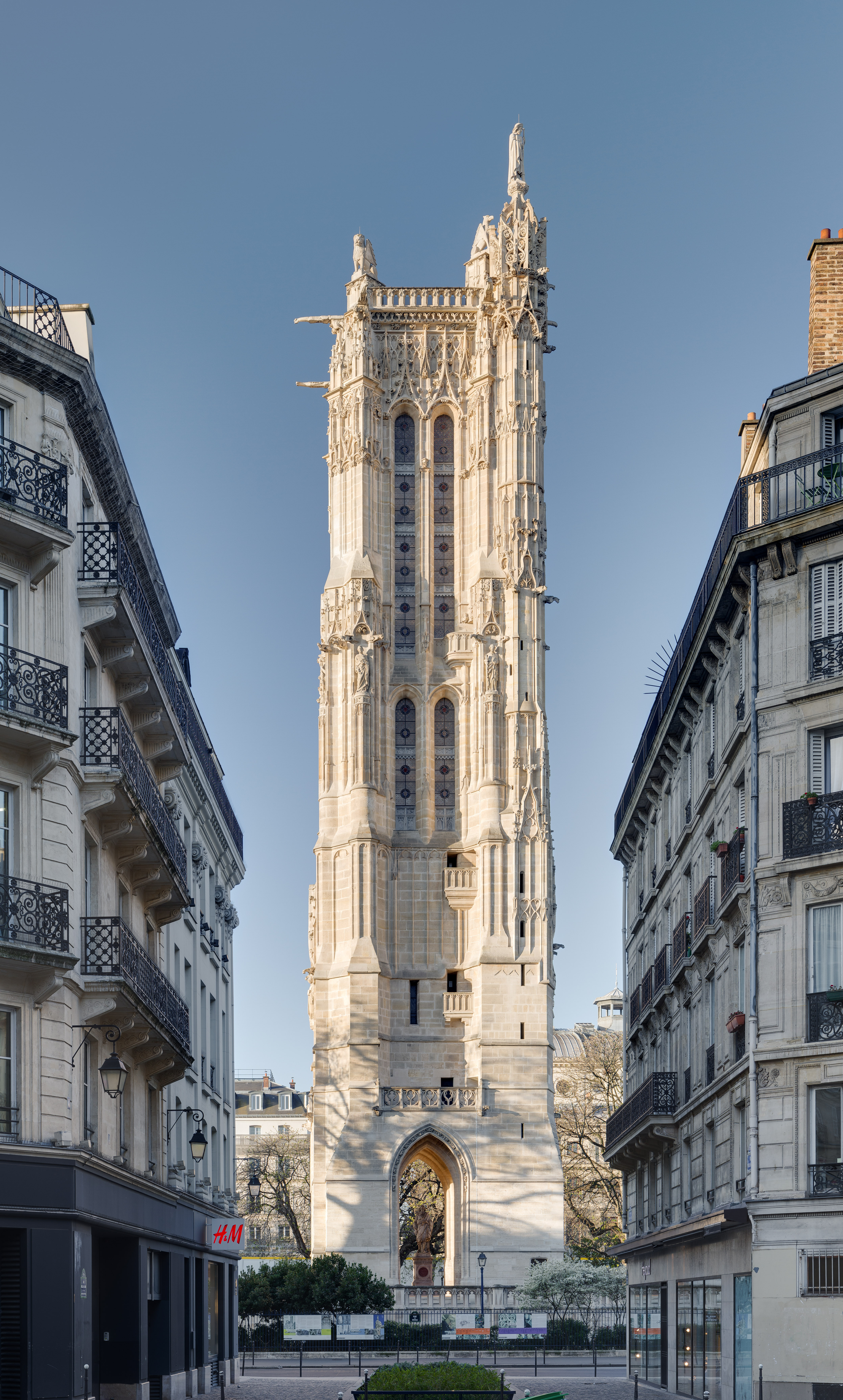
Tour Saint-Jacques, Paris (1509–1523)
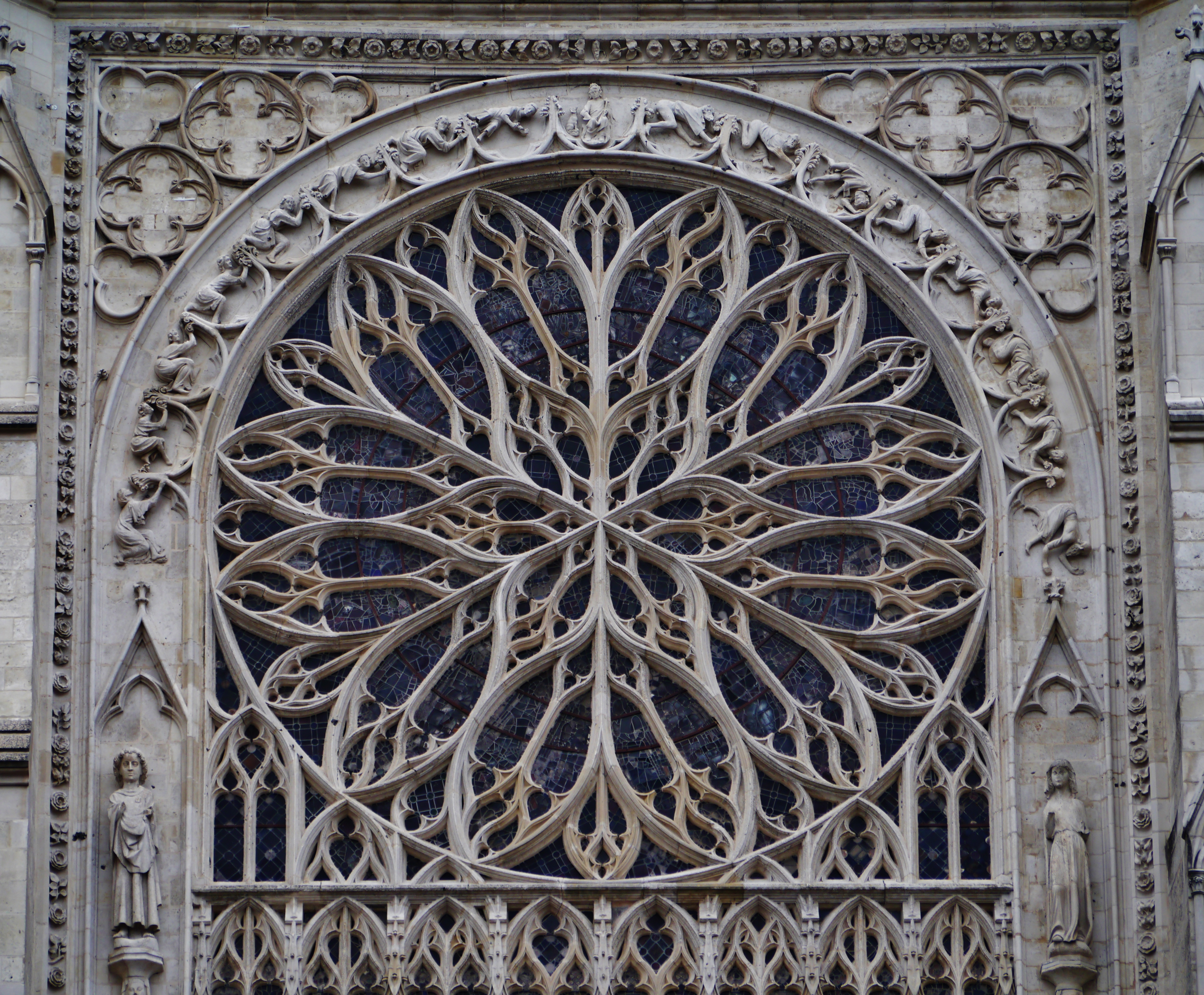
Rosácea sul da Catedral de Amiens (século XVI)
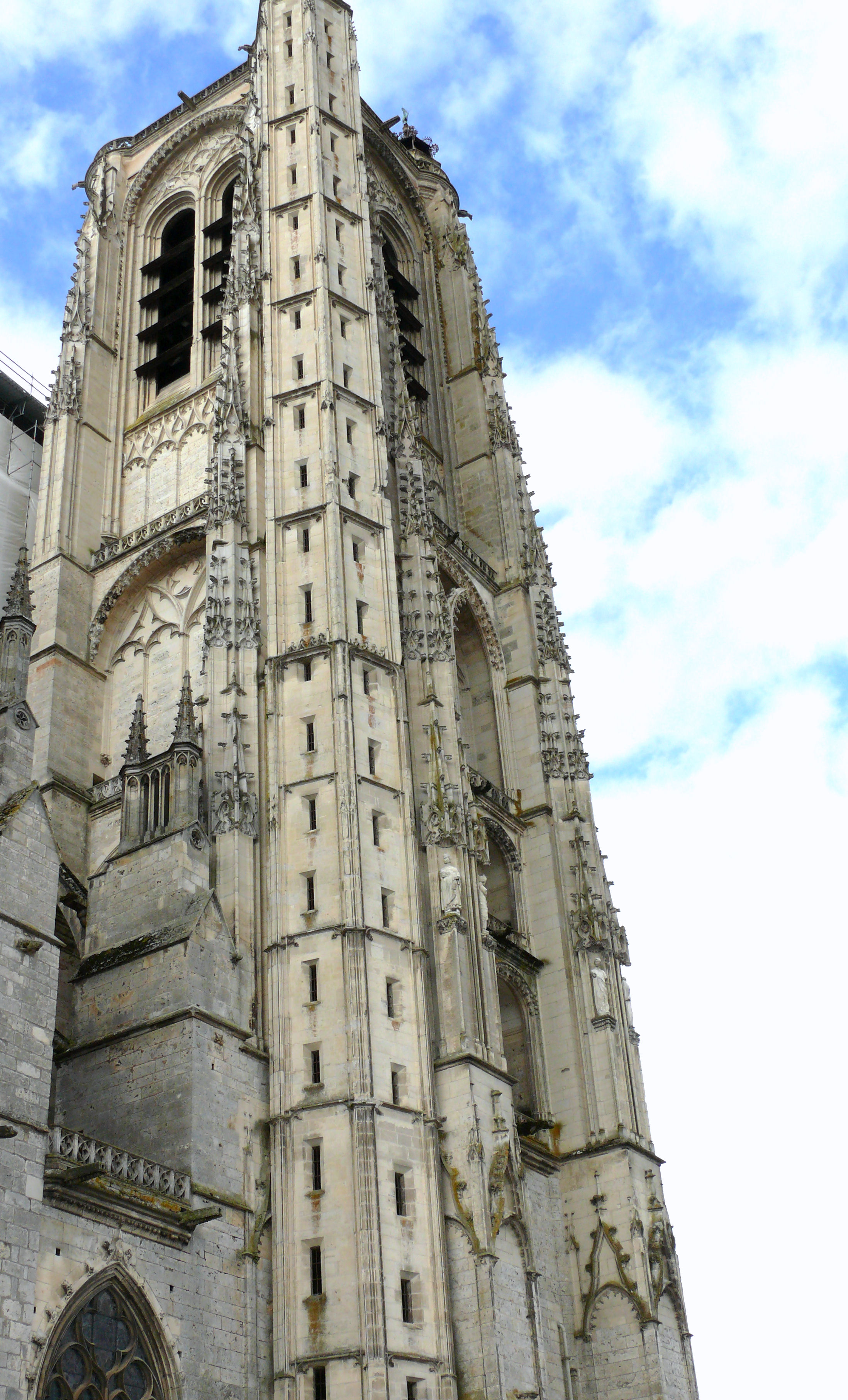
Torre norte da Catedral de Bourges (1508-1515)

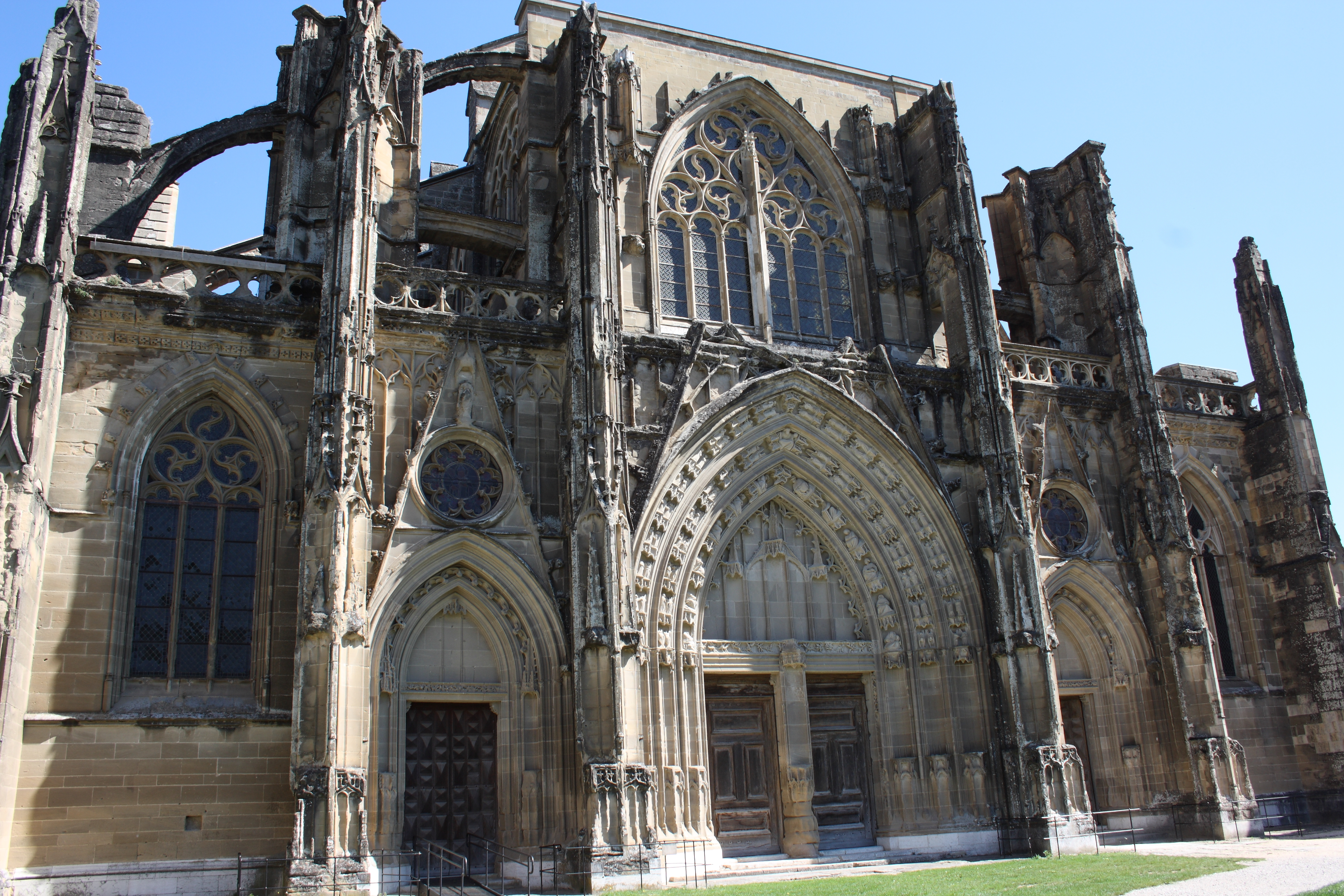
Fachada oeste, igreja abadia de Saint-Antoine, Saint-Antoine-l'Abbaye (século XV)
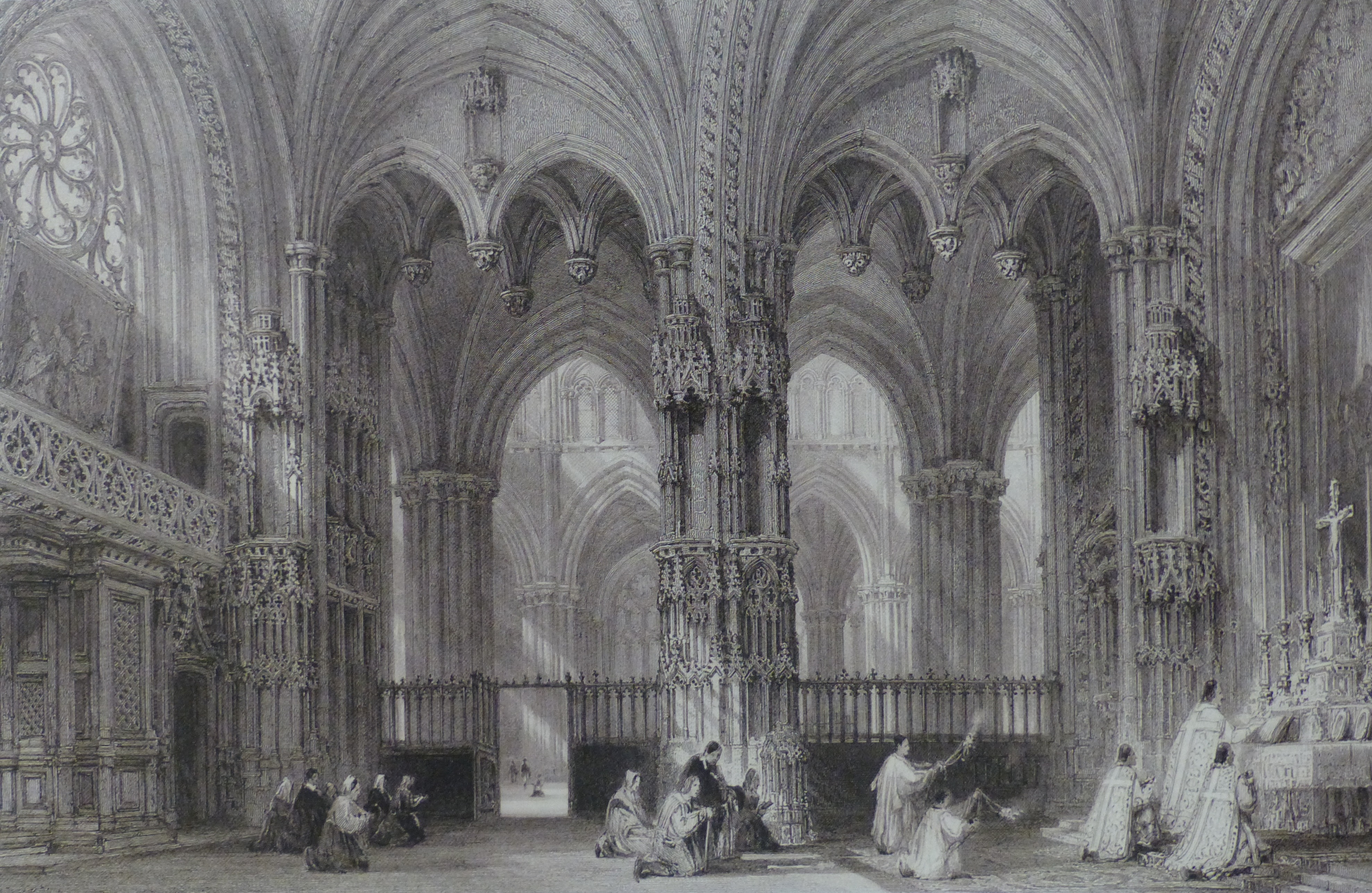
Capela dos Bourbons, Catedral de Lyon, gravura de Ebenezer Challis a partir de um desenho de Thomas Allom (século XIX)
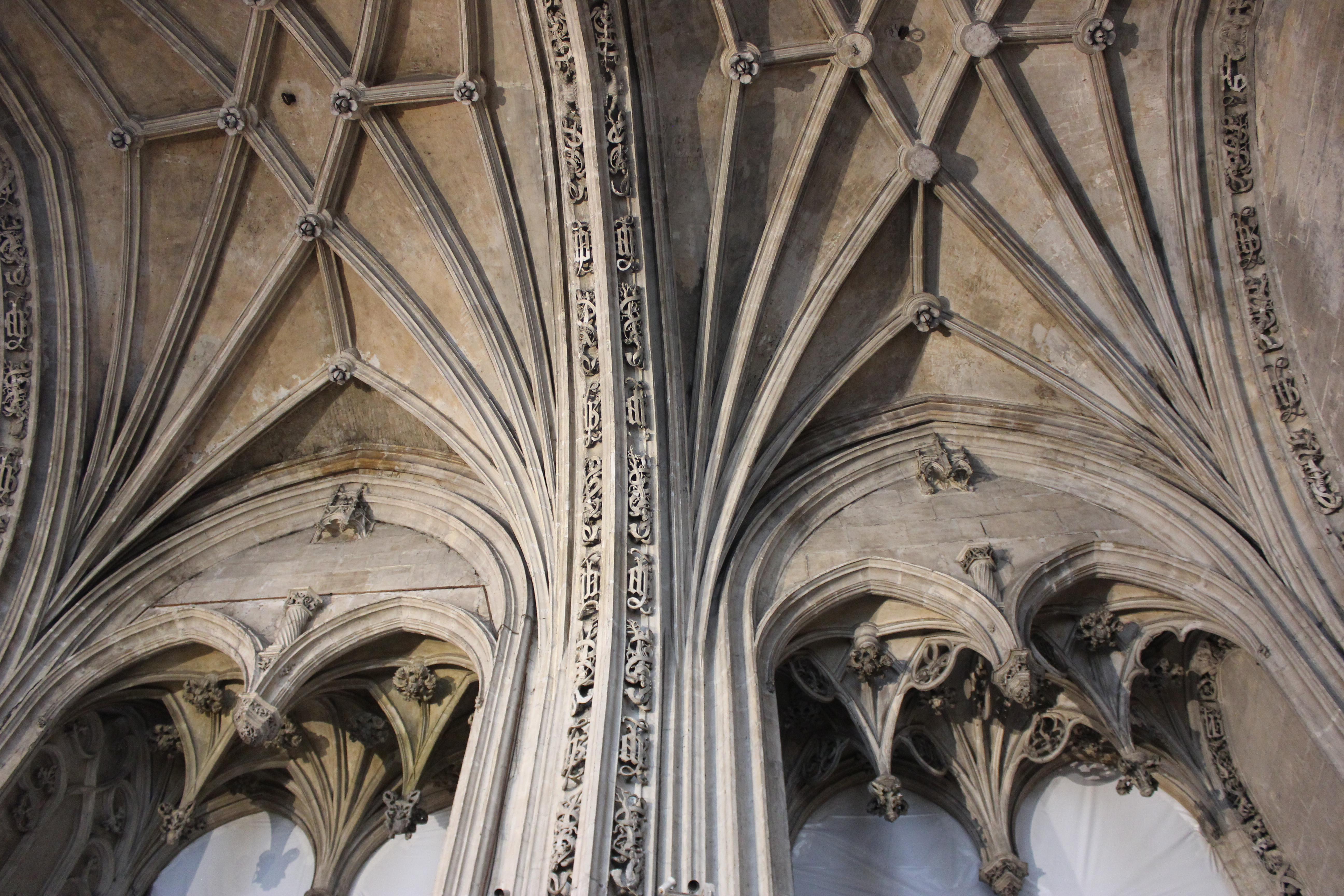
Abóbadas pendentes e molduras com monogramas, capela dos Bourbons, Catedral de Lyon (final do século XV)

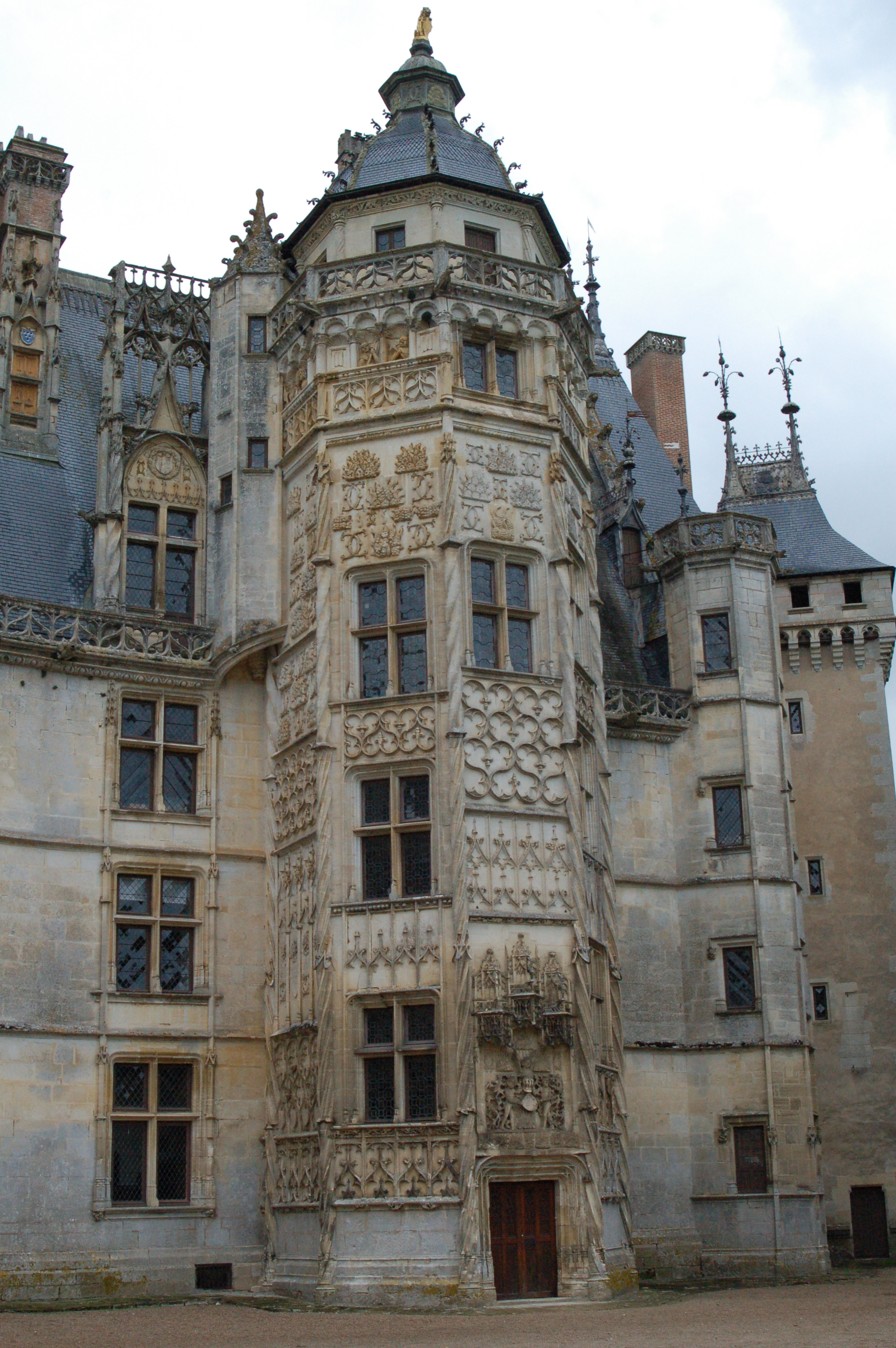
Torre de escada helicoidal com decoração gótica flamboyant e classicizante, Château de Meillant (1510)

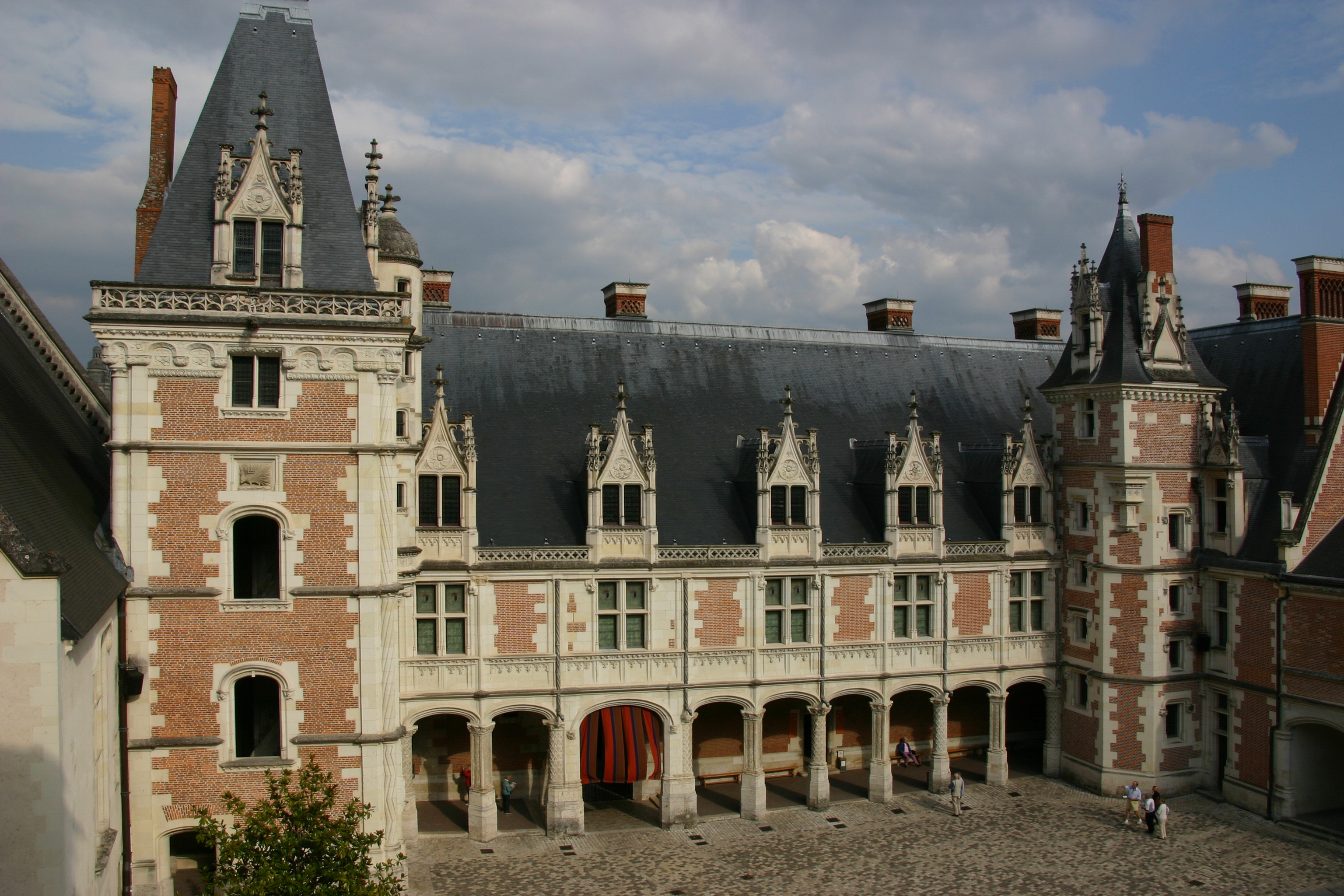
Ala Luís XII do Château de Blois (1498–1503)
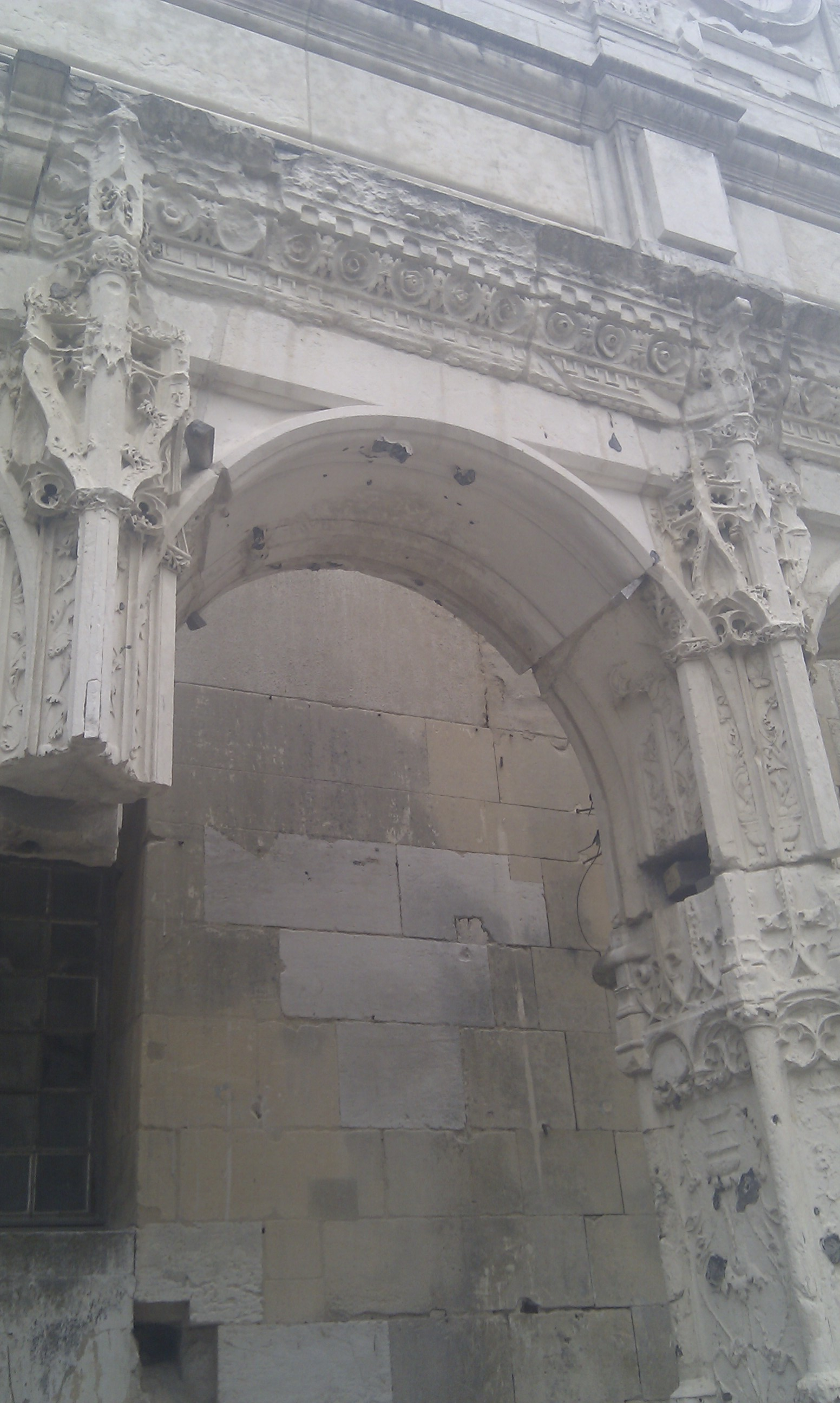
Fusão da decoração exterior gótica extravagante e renascentista no Château de Gaillon (1502–1510)
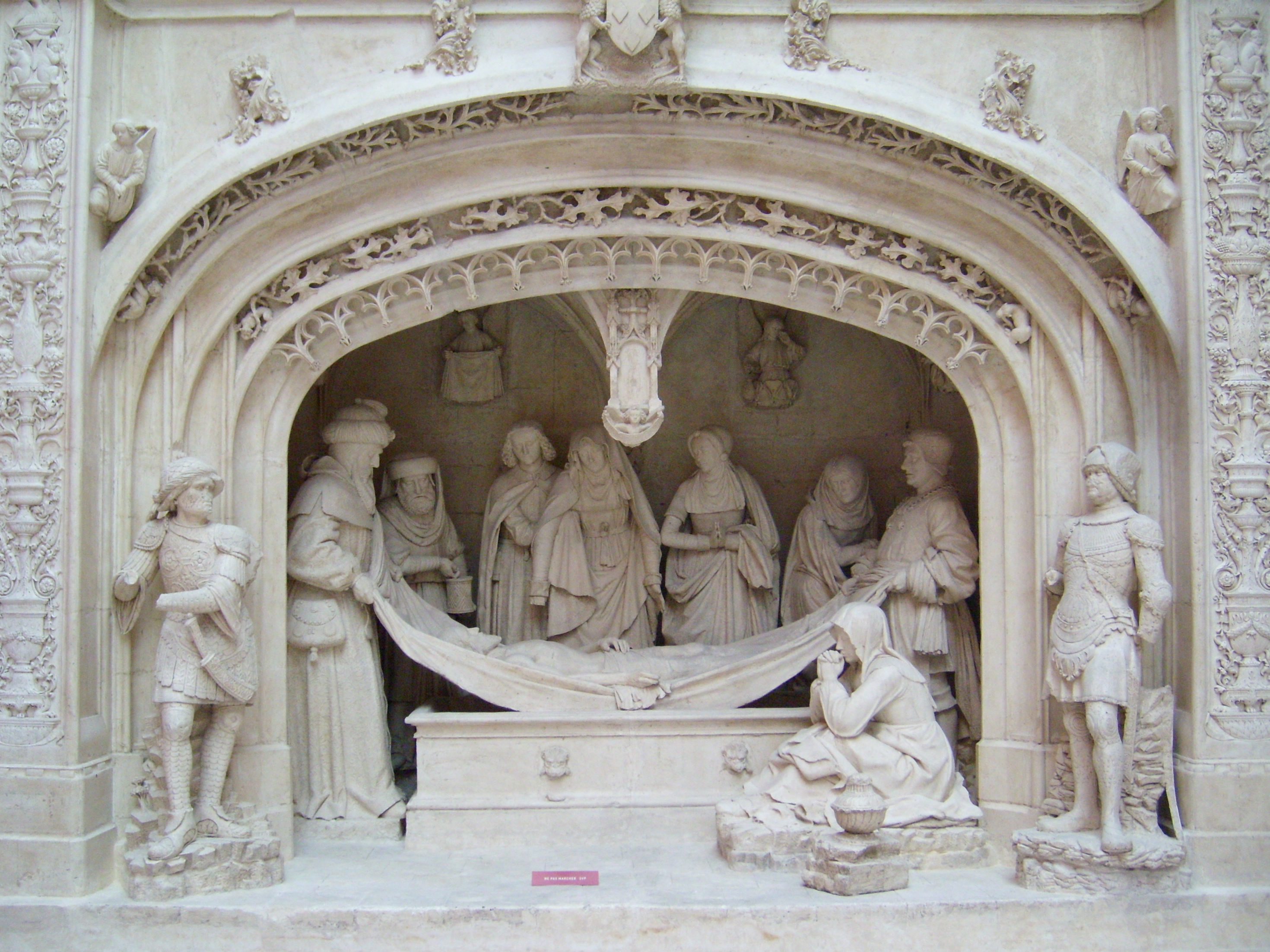
Enterro de Cristo, Abadia de Solesmes (1496)
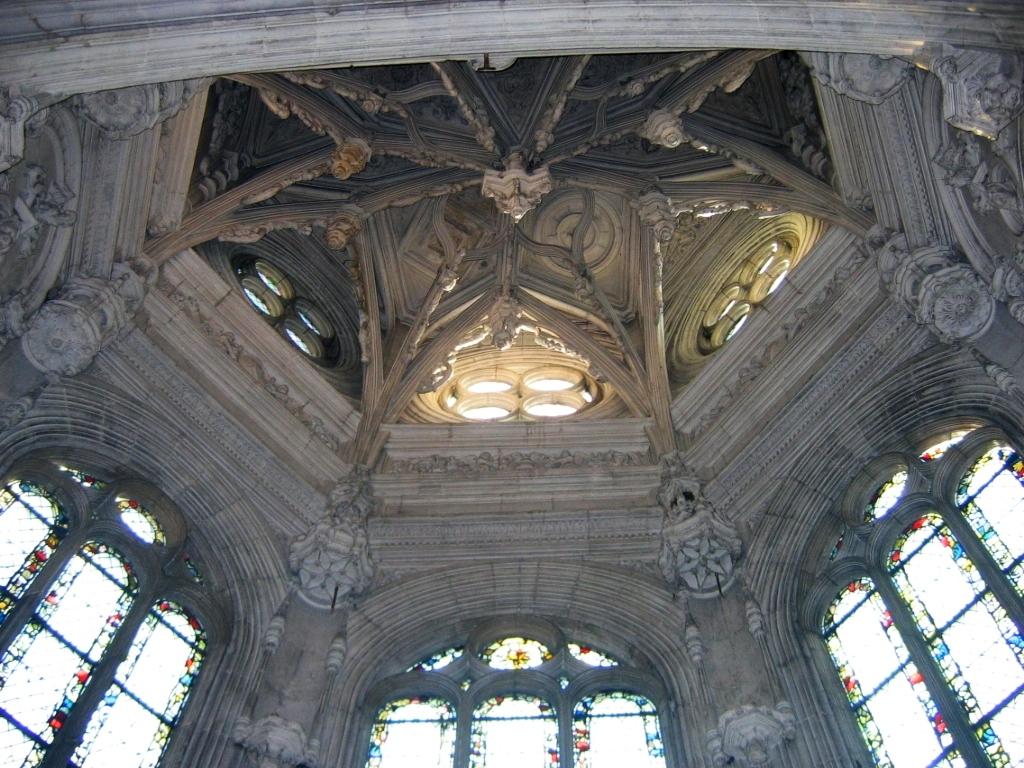
Abóbada de capela com decoração classicizante, igreja de Saint-Pierre, Caen, por Hector Sohier (1518–1545)
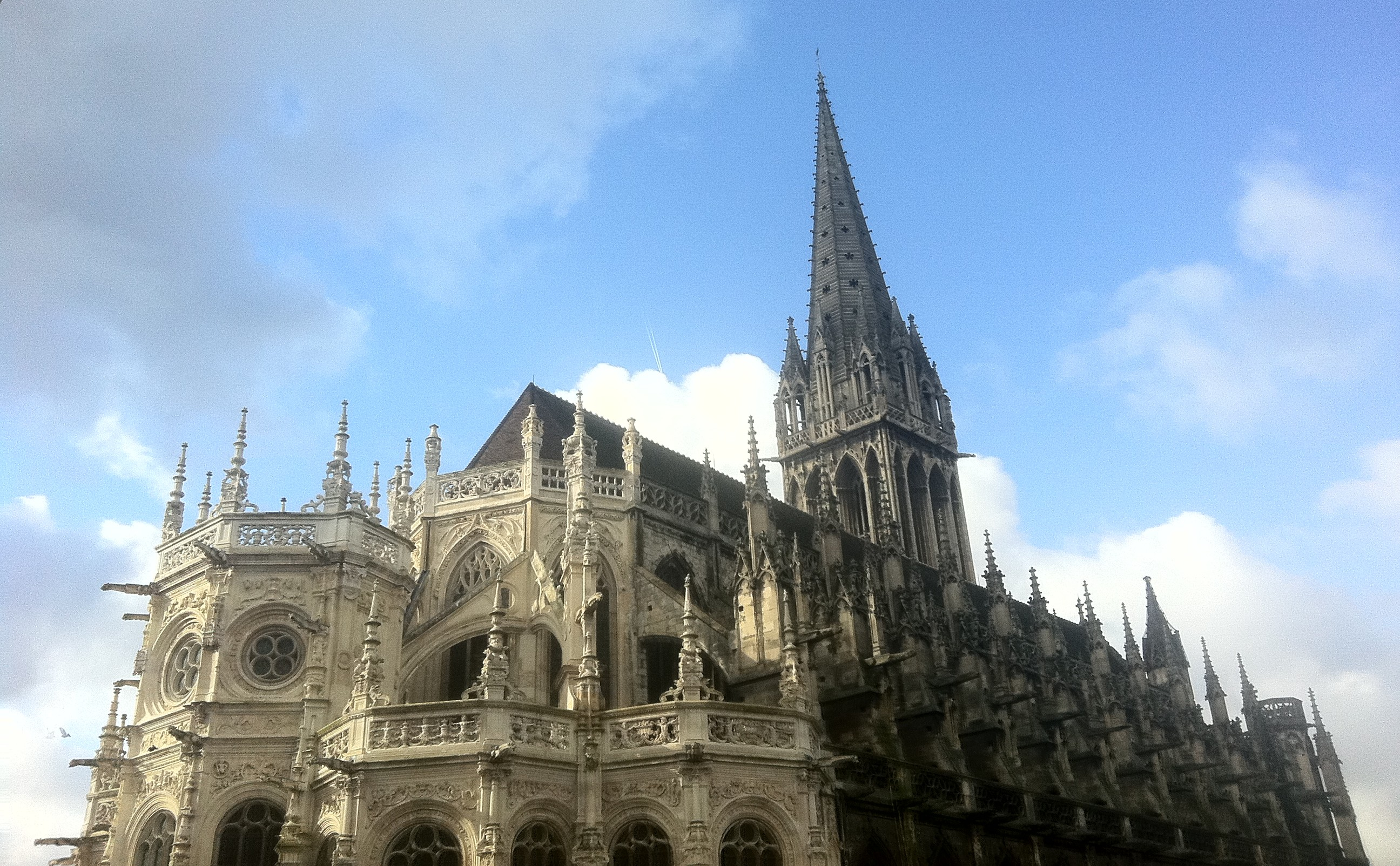
Lado sudeste da igreja de Saint-Pierre, Caen, mostrando combinações de gótico extravagante e formas antigas
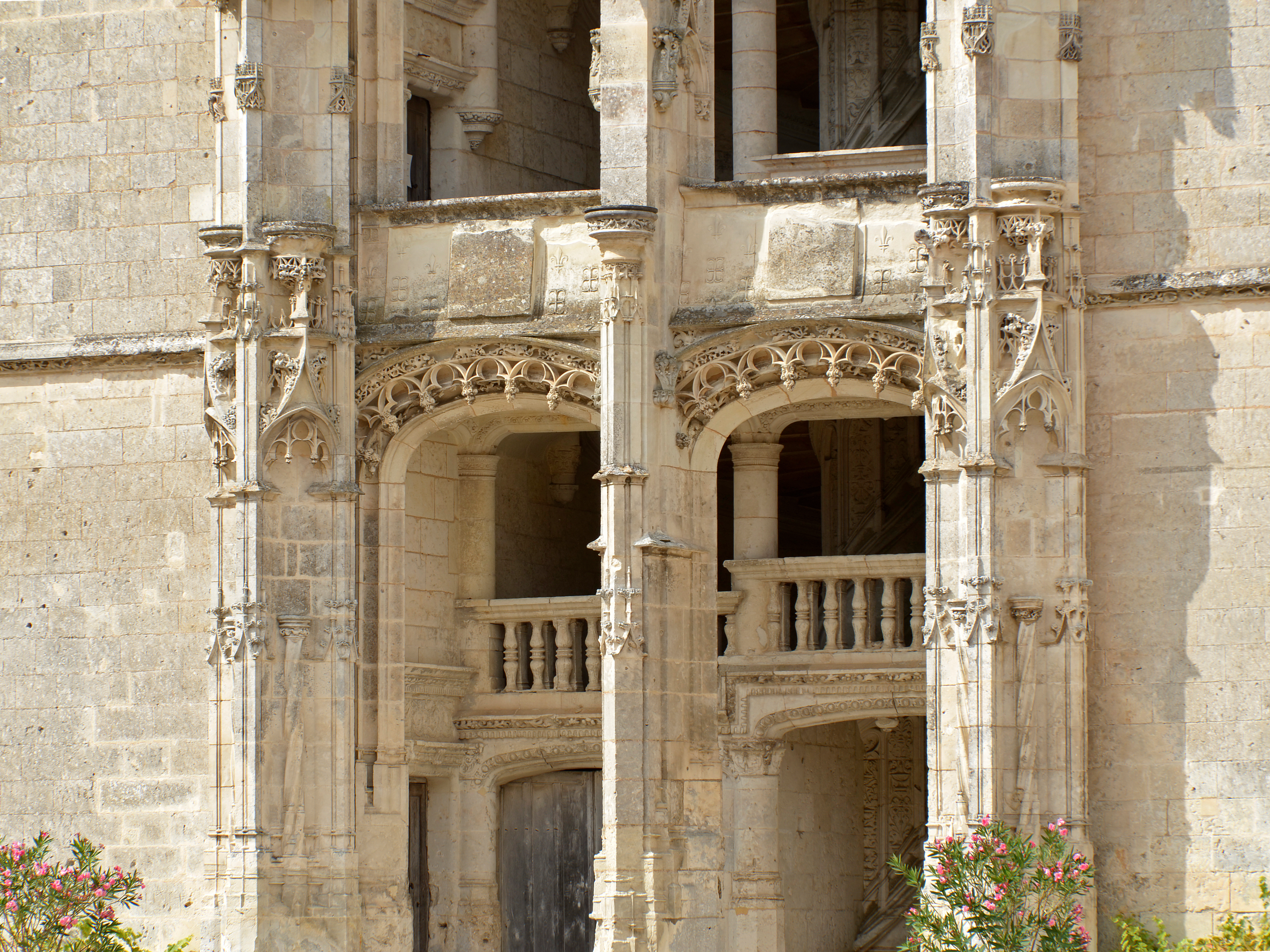
A escadaria de Longueville, Château de Châteaudun, mostrando a justaposição do gótico flamboyant e da decoração antiga
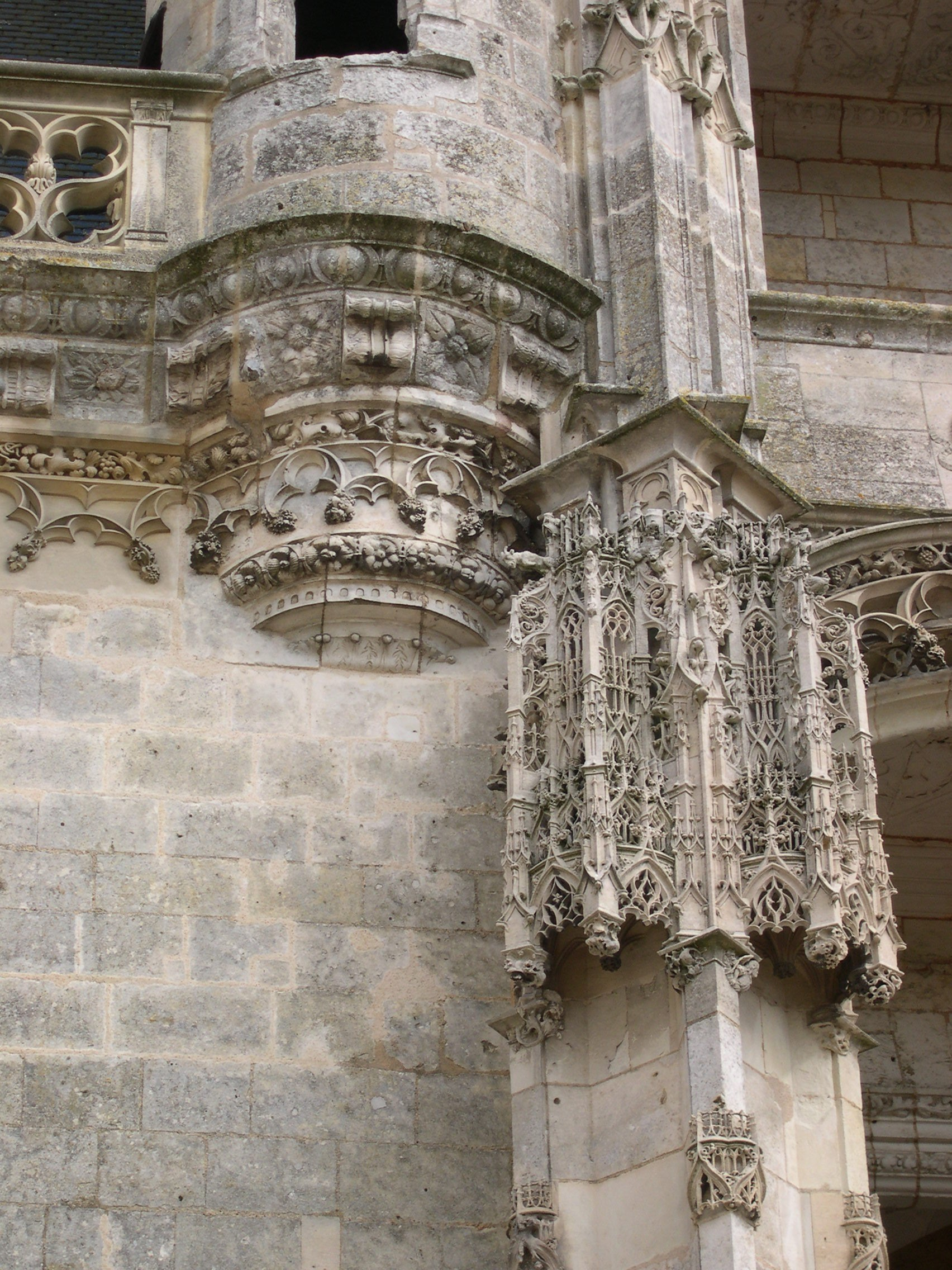
Detalhe da escadaria de Longueville, Château de Châteaudun, mostrando a justaposição do gótico flamboyant e da decoração antiga
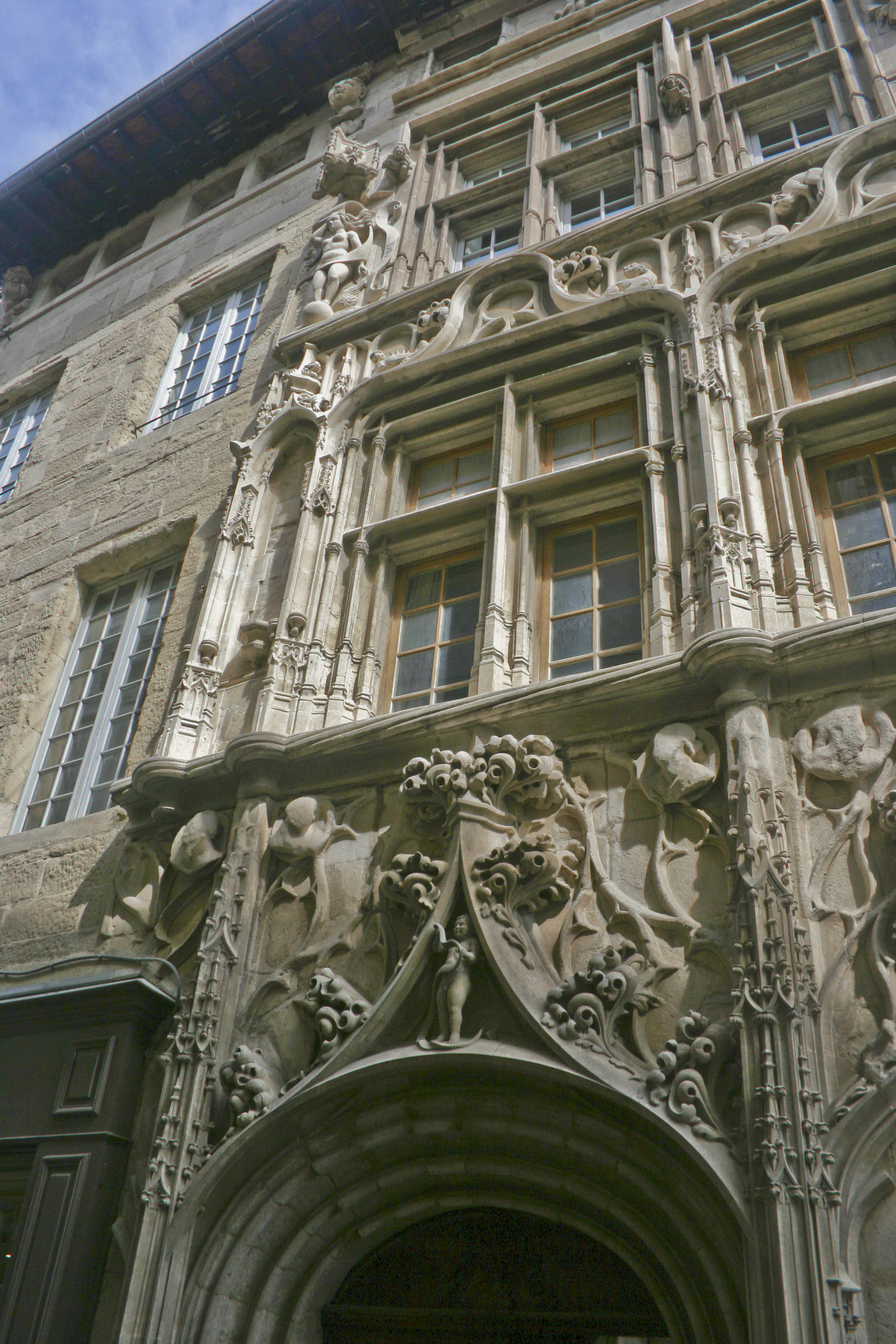
Maison des Têtes (1528–1532), Valence
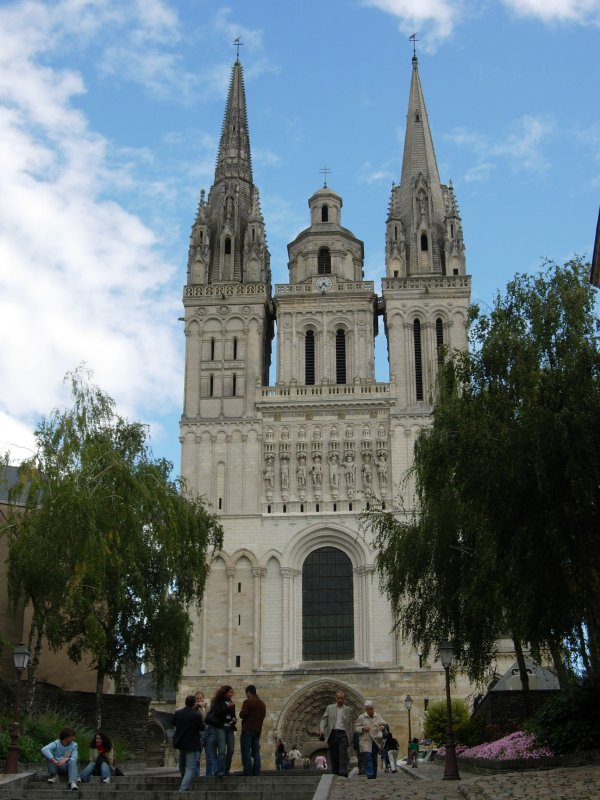
Catedral de Angers, uma lanterna renascentista no topo da torre central gótica extravagante (concluída em 1515)
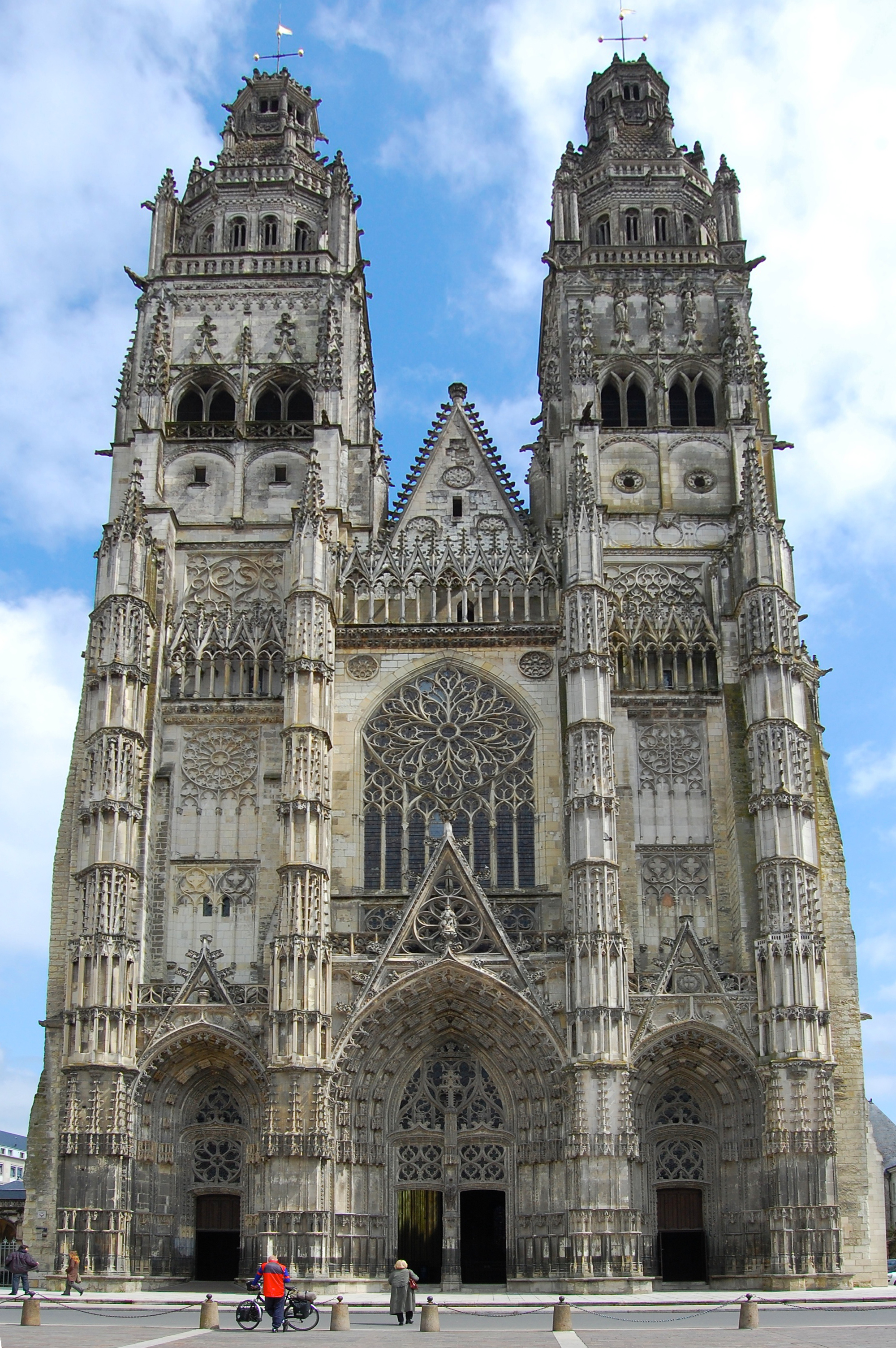
Catedral de Tours (concluída em 1507) com lanternas renascentistas no topo das torres extravagantes

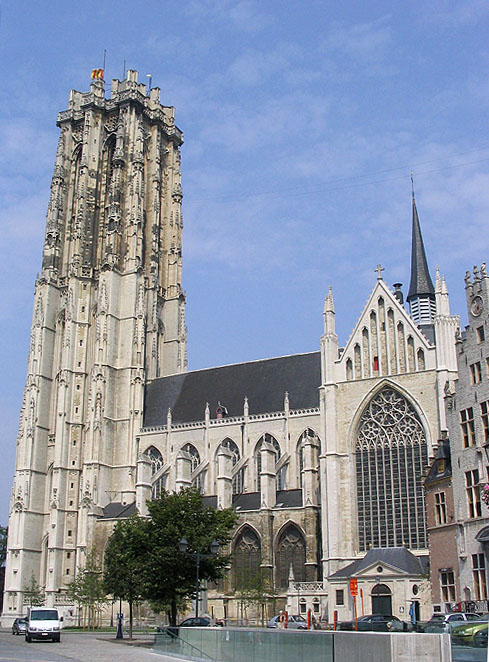
Torre da Catedral de St. Rumbold em Mechelen (1452–1520)
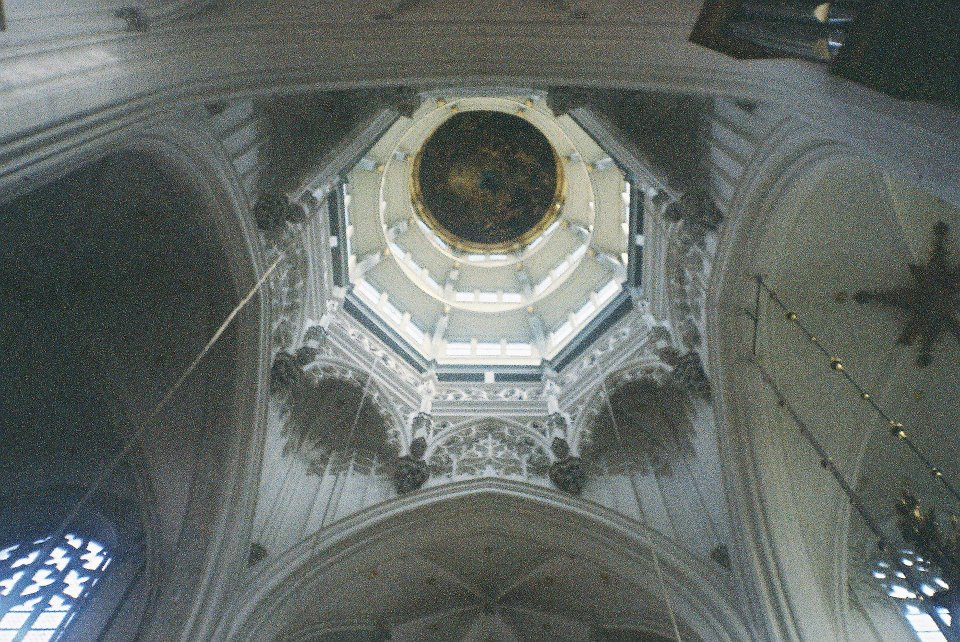
Torre da lanterna, Catedral de Antuérpia, consagrada em 1521
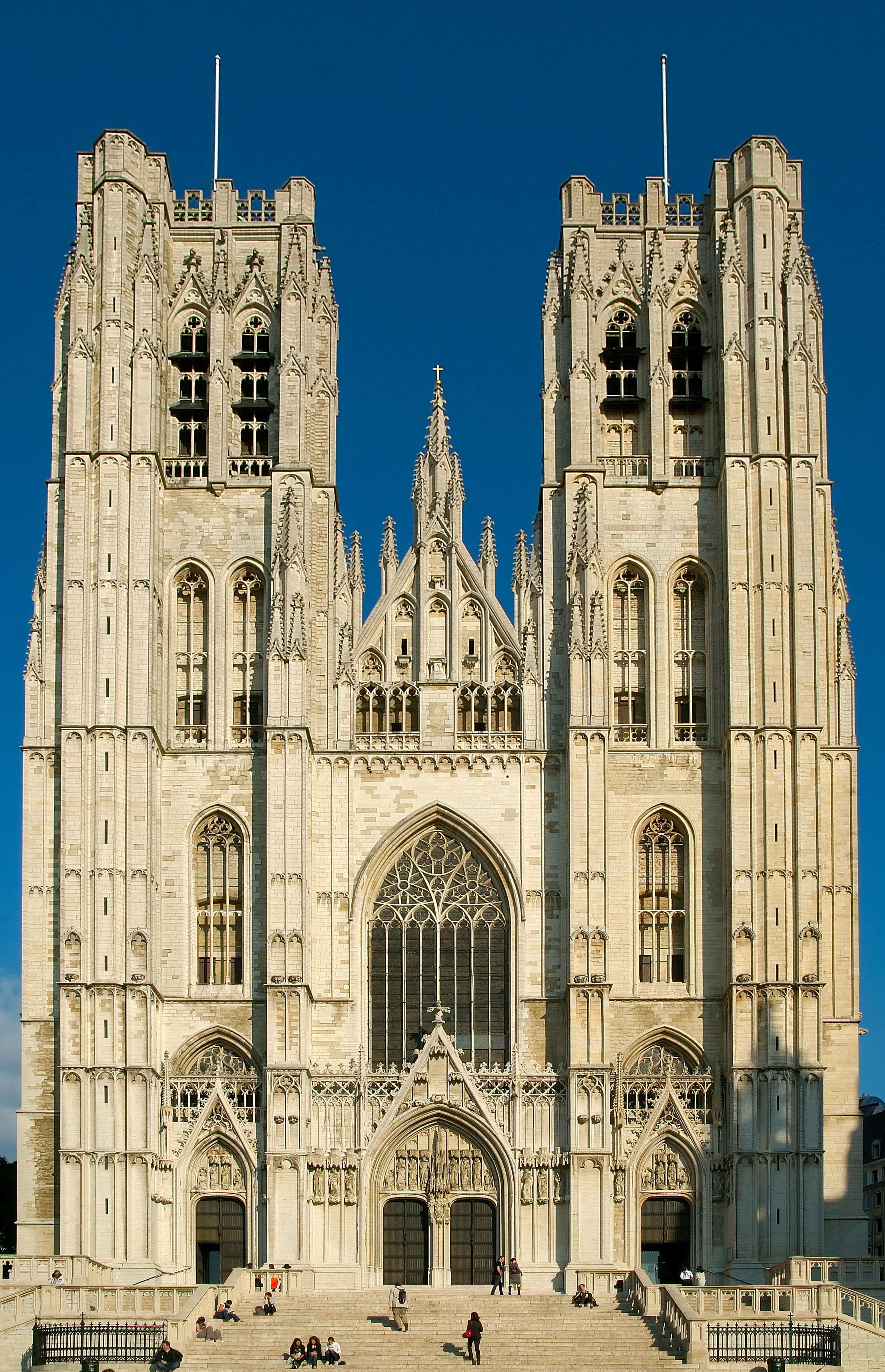
Catedral de São Miguel e Santa Gudula, Bruxelas (1485–1519)
Grote Kerk, Breda (1410–1547)
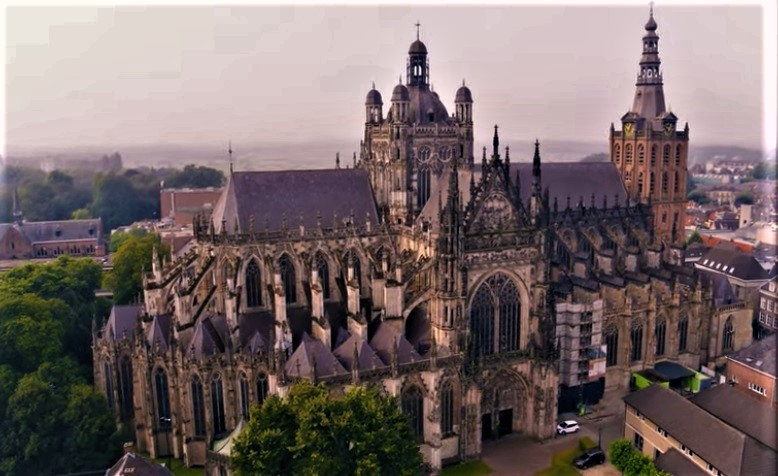
Catedral de São João ('s-Hertogenbosch), 's-Hertogenbosch (1220–1530)

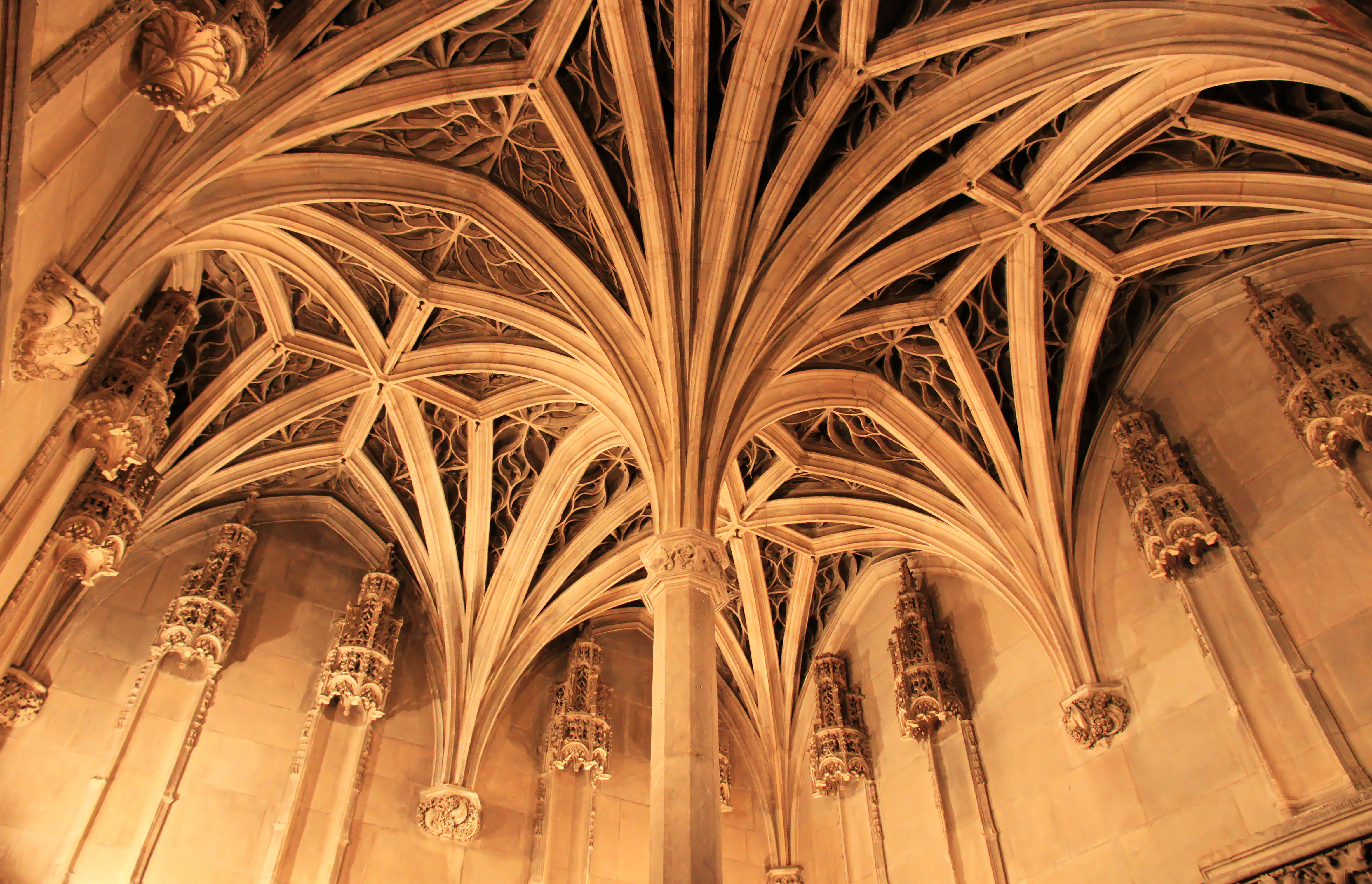
Abóbadas da capela do Hotel de Cluny (1485–1510)
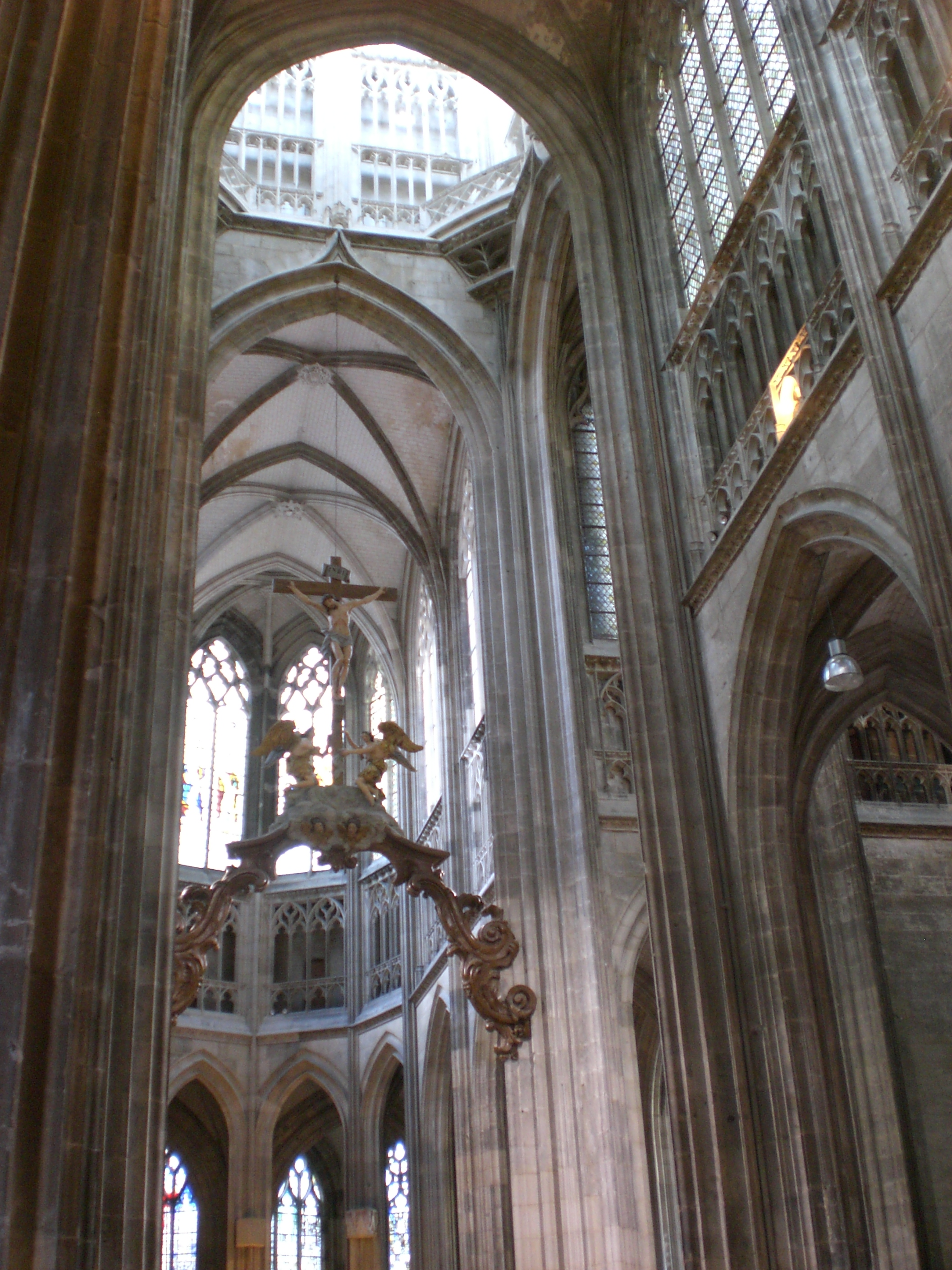
Nave da igreja de Saint-Maclou, Rouen Observe a ausência de capitéis e o uso de molduras contínuas por toda parte.
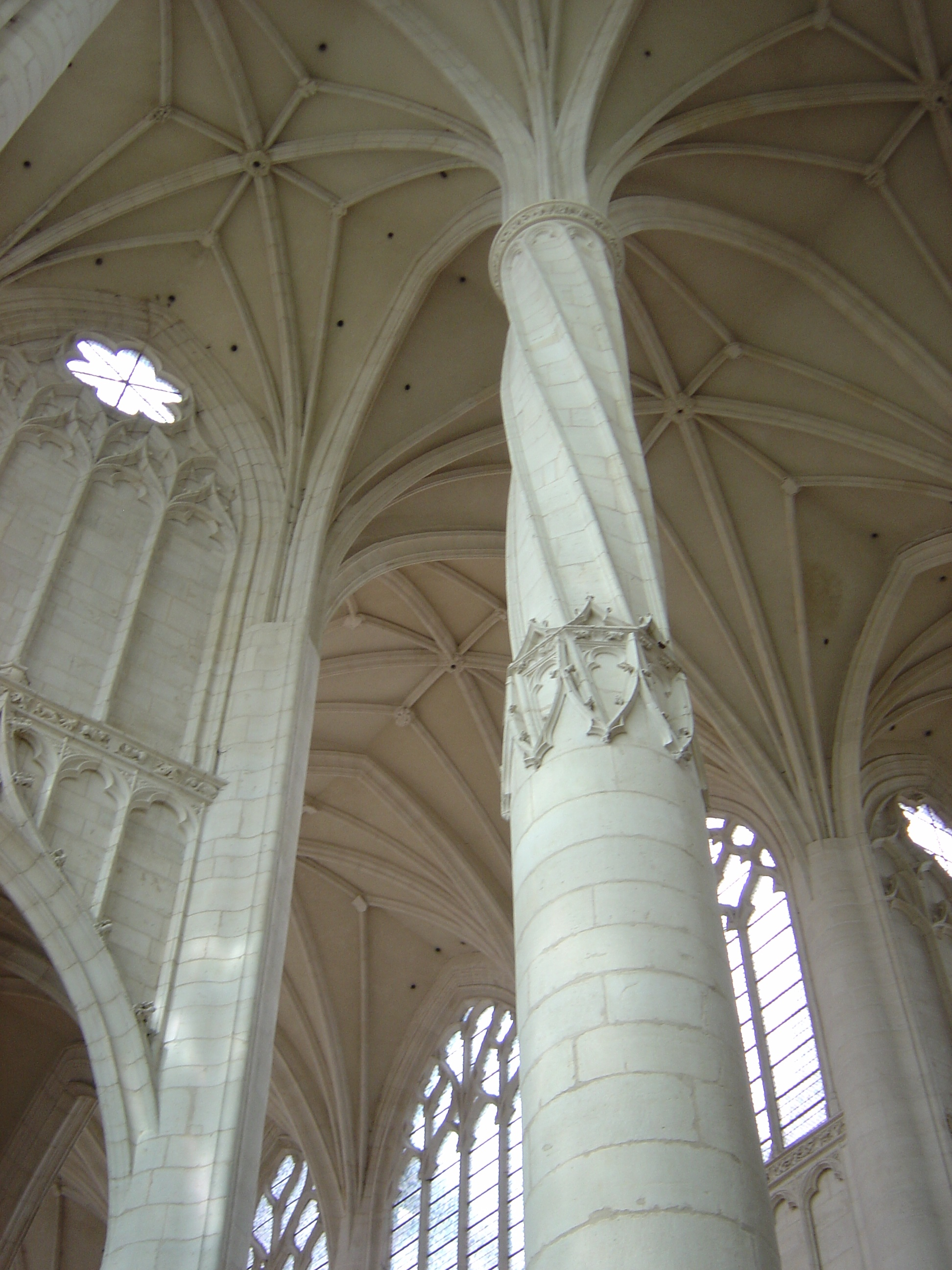
Cais do transepto e abóbadas, Basílica de Saint-Nicolas-de-Port
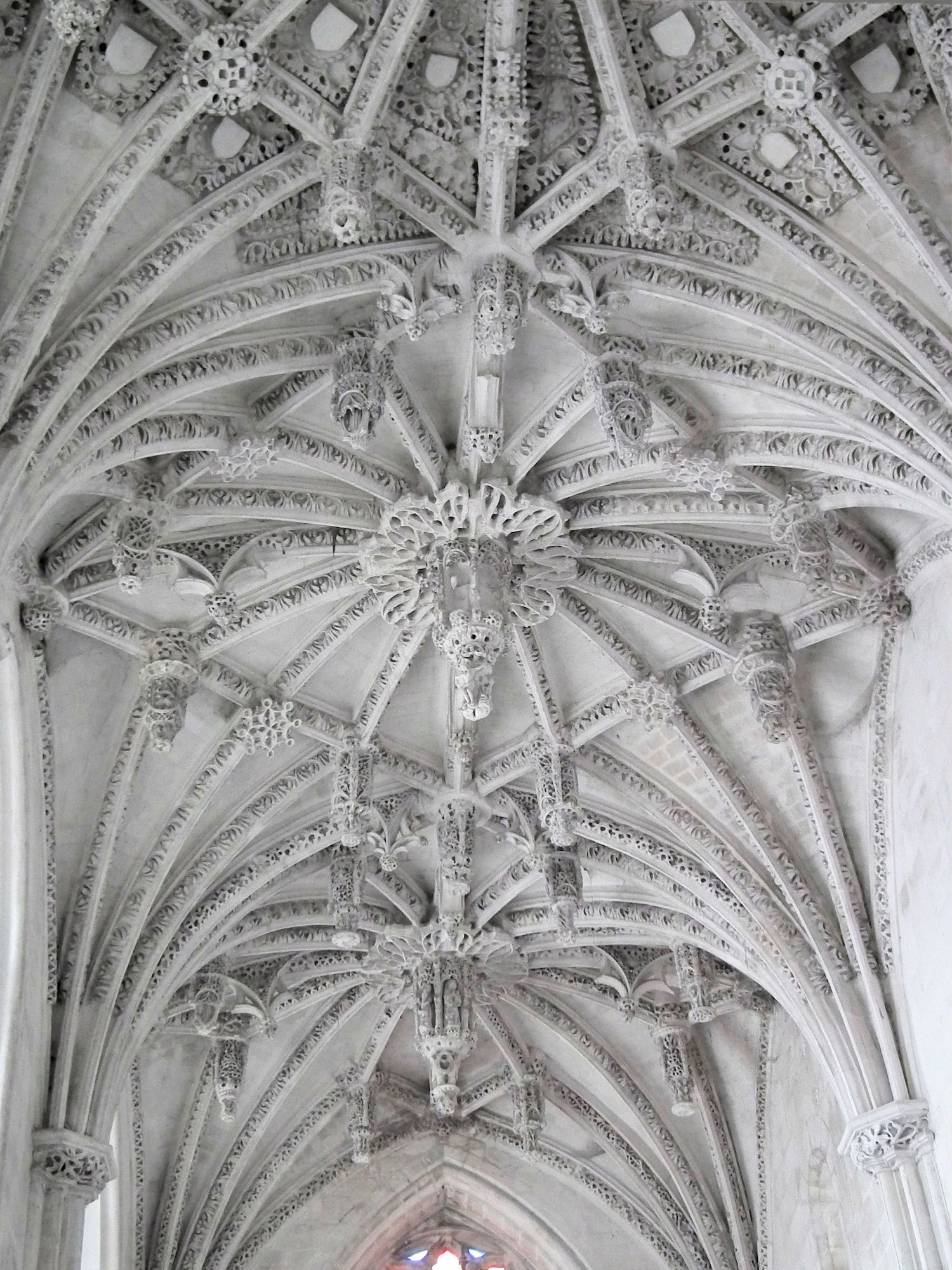
Capela do Santo Espírito, Rua